# Basílica de San Isidoro (León)
La Real Colegiata Basílica de San Isidoro o, simplemente, San Isidoro de León es un templo cristiano ubicado en la ciudad de León, en España. Es uno de los conjuntos arquitectónicos de estilo románico más destacados de España, por su historia, arquitectura, escultura, y por los objetos suntuarios románicos que se han podido conservar. Presenta la particularidad de tener un Panteón Real ubicado a los pies de la iglesia, con pintura mural románica y capiteles originales, todo lo cual hace que sea pieza única del mundo románico de la época. El conjunto fue construido y engrandecido durante los siglos XI y XII.
En su origen fue un monasterio dedicado a San Pelayo, aunque se supone que anteriormente se asentaba en sus cimientos un templo romano. Con el traslado de los restos de san Isidoro, obispo de Sevilla, Doctor de las Españas a León, se cambió la titularidad del templo.
El edificio de la iglesia conserva algunos vestigios románicos de la primera construcción de Fernando I y Sancha. El Panteón y las dos puertas de su fachada sur, llamadas Puerta del Cordero y Puerta del Perdón, más la Puerta Norte o Capitular, son las primeras manifestaciones del arte románico en los territorios leoneses. Con el transcurso del tiempo se hicieron modificaciones y añadidos góticos, renacentistas y barrocos.
Es Monumento Histórico Artístico desde el 9 de febrero de 1910.

## Contexto histórico-artístico

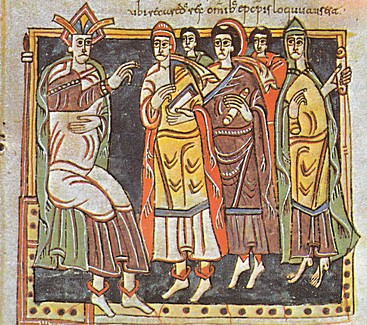
Recaredo y obispos. Concilio III de Toledo, año 589. Códice Vigilano, fol. 145, Biblioteca de El Escorial

A comienzos del siglo XI, en el Reino de León se seguían conservando los edificios con tradición y cultura hispanas, sin modificar, mientras que en el Condado de Barcelona y algunas partes de Europa había entrado ya con fuerza el arte románico, acompañado del nuevo rito romano conjuntamente con el canto gregoriano, impulsados desde Roma. En las regiones leonesas la Iglesia católica practicaba, sin embargo, la liturgia hispánica que se había gestado y definido en los Concilios de Toledo. Lo mismo sucedía en los monasterios, cuyos monjes seguían las reglas de los padres de la Iglesia hispanogoda, aun cuando todos ellos, clérigos y monjes, reconocían la autoridad del papa en Roma y se sentían tan cristianos como el resto de Europa. También los monasterios iban a cambiar pues lo que se pretendía era seguir en todos ellos la Regla de San Benito.
El hecho de que el Reino de León estuviera inmerso en las luchas de la Reconquista, condicionaba un tanto la forma de pensar y de actuar, y esto se extendía de manera práctica al arte de la construcción y de la ornamentación, que se mantuvo fiel al pasado y al recuerdo de sus antepasados próximos: los visigodos.

## Historia y evolución del edificio
La iglesia y monasterio de lo que hoy se conoce como basílica de San Isidoro tuvo sus orígenes hacia el año 956, un solar aledaño a la muralla romana de la Legio VII Gemina, por la parte del noroeste. Toda la parte occidental del edificio está adosada y superpuesta a ella. Se conservan en buen estado por este ángulo del noroeste bastantes metros de dicha fortaleza. También se han podido detectar bajo los edificios de la Colegiata, y tras las obras de restauración, importantes vestigios romanos: gruesos muros de ladrillo, alcantarillas, cerámica, tégulas, atarjeas de letrinas (conducto por donde las aguas de la casa van al sumidero), con el sello de la Legio VII.
Del periodo visigodo no queda ni un resto y del periodo árabe, tampoco, ni de los primeros tiempos de la Reconquista. Las primeras referencias en crónicas y documentos aparecen a mediados del siglo X, dando noticia de las iglesias de San Juan y San Pelayo, que por estas fechas empiezan a desarrollarse.
El rey Sancho I de León (Sancho el Craso) quiso que se edificara esta iglesia. A lo largo de los siglos y hasta llegar al siglo XXI fue transformándose física y espiritualmente sufriendo épocas de gran esplendor y épocas de auténtica decadencia. He aquí las distintas fases por las que pasó; son fases con mucha carga histórica en las que se hizo notar en gran medida la influencia de los sucesivos reyes y su entorno familiar.

### La iglesia de Sancho Iel Craso

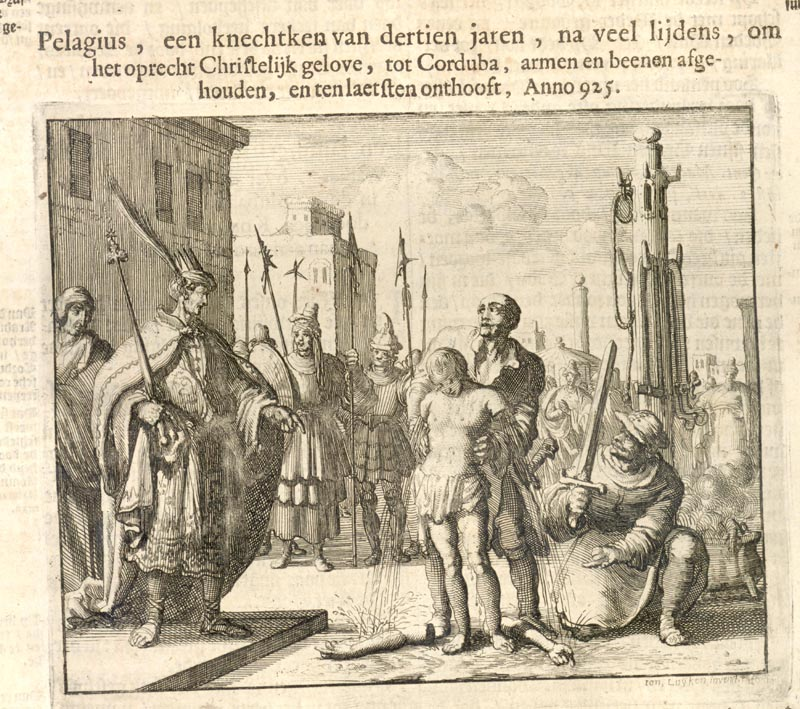
Pelayo. Su biografía dice que murió martirizado defendiendo su virginidad

Reinando Sancho I (llamado el Craso, hijo de Ramiro II) aparecen en el año 956 las primeras noticias documentadas sobre este edificio. La intención de este rey fue construir un templo para albergar las reliquias de Pelayo, el niño martirizado en Córdoba en el año 925, cuya fama se extendió pronto por toda la cristiandad europea. Hizo las gestiones oportunas con la corte cordobesa (de la que había sido huésped) para el traslado del cuerpo, pero no vio realizado su empeño porque fue asesinado antes.
Su hermana Elvira Ramírez (monja y regente de su sobrino Ramiro III) junto con Teresa Ansúrez, la reina madre, viuda de Sancho I, consiguieron realizar el proyecto, así que los restos de Pelayo fueron trasladados desde Córdoba a León. Pelayo fue un niño cristiano, prisionero en Córdoba en tiempos de Abderramán III. Su biografía dice que murió martirizado defendiendo su virginidad. Su fama y admiración se extendió pronto por el mundo cristiano de Europa. En Turingia la monja alemana benedictina Hrotsvita le dedicó un poema:

Incliti Pelagi Martir fortisimi Christi

Et bone regnantis miles per secula regis

Respice Hrotsvitham miti pietate misellam…

Elvira Ramírez era monja en San Salvador de Palat del Rey, un monasterio fundado por su padre el rey Ramiro II, construido junto a su palacio, exclusivo para mujeres de la realeza. Elvira y su comunidad se mudaron al nuevo templo de San Pelayo, aquel que se acababa de construir para recibir las reliquias del mártir. Fue levantado este templo junto a otro pequeño y muy antiguo (conocido como el antiquísimo) que estaba dedicado a san Juan Bautista. Elvira y la comunidad trasladada sirvieron tanto en un templo como en el otro.
La vida de esta comunidad monástica duró tan solo veinte años en este lugar. En el reinado de Bermudo II el Gotoso (982-999), León sufrió el ataque y devastación de Almanzor (en el 988), quedando arrasadas las dos pequeñas iglesias, San Juan Bautista y San Pelayo. Por entonces la primera abadesa Elvira ya había muerto, sucediéndola Teresa Ansúrez, la reina viuda que, al tener noticia de las inminentes aceifas de Almanzor, se ocupó (junto con la comunidad) de llevarse el cuerpo de Pelayo a la ciudad de Oviedo para preservar las reliquias.

#### Infantado de San Pelayo
El Infantado fue una célebre institución medieval de mediados del siglo X, establecida a favor de las infantas solteras que vivían como religiosas en los monasterios; dichas infantas llegaron a regir gran cantidad de cenobios, aportando como dote poblados y propiedades varias.
Estas infantas solteras leonesas ostentaron el título de Dominas o Abadesas. El Infantado de León tuvo su comienzo en el monasterio de Palat del Rey, creado por el rey Ramiro II para su hija Elvira. Al trasladarse la comunidad de Palat del Rey al monasterio de San Pelayo (todavía no se llamaba San Isidoro), la institución tomó el nombre de Infantado de San Pelayo. Una comunidad de canónigos atendía a las monjas en calidad de capellanes, siempre bajo la autoridad de la abadesa o domina.
También a mediados del siglo X se instituyó en Covarrubias el Infantado (o Infantazgo) de Covarrubias, para las infantas de la realeza y para las hijas de los condes de Castilla que ostentaban igualmente el título de Infantas.

### La iglesia de Alfonso Vel Noble
Alfonso V (el de los Buenos Fueros), rey leonés desde 999 a 1028, tras el paso devastador de Almanzor por la ciudad de León mandó reconstruir muchos edificios, entre ellos el monasterio de San Pelayo y la iglesia de San Juan Bautista.
Fue construida esta iglesia con materiales pobres (según dice el cronista obispo Lucas de Tuy, ex luto et latere es decir, de tapial y ladrillo), con planta tradicional, un testero tripartito, recto, y con dos cementerios para la gente de alto rango: uno a la cabecera para obispos y algunos reyes que yacían en León, sobre el que construyó un altar a Martín de Tours; otro a los pies (in occidentali parte), como un atrio sin cubrir, dedicado a enterramiento regio, donde puso los cuerpos de sus padres Bermudo II y Elvira García, y donde él mismo fue enterrado. Sobre su tumba hay un epitafio que dice que edificó la iglesia de San Juan de barro y ladrillos. Esta es la iglesia que se conoce como iglesia antigua y que debió ser de proporciones muy pequeñas.
Lucas de Tuy, llamado el Tudense, dice:

Fizo también la iglesia de Sant Juan Baptista en esa çibdad de cal y ladrillo, y cogió todos los huesos de todos los reyes y obispos que eran en essa çibdad y enterroles en esa iglesia.

Se reorganizó de nuevo la comunidad de monjas y la comunidad de canónigos, todos bajo el mandato de la nueva abadesa Teresa Ansúrez. En 1028 viajó hasta Oviedo para vivir definitivamente en el monasterio de San Pelayo de esta ciudad asturiana y estar cerca de las reliquias del mártir. Allí murió y fue enterrada.

### La iglesia románica de Fernando I y su esposa Sancha

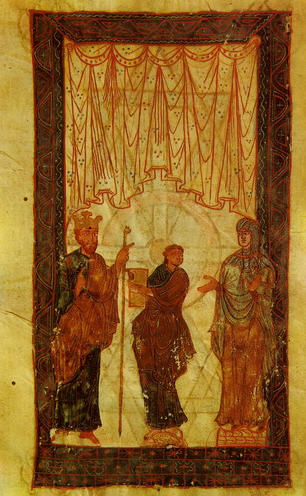
Miniatura medieval que representa al rey Fernando I el Magno y a su esposa, la reina Sancha Alfónsez de León

Sancha Alfónsez de León, hija de Alfonso V, fue abadesa del monasterio de San Pelayo desde muy joven. Junto con su esposo Fernando fueron reyes de León desde 1037. Sancha influyó notablemente en el rey Fernando para llevar a cabo una edificación en piedra de la iglesia de San Juan Bautista, convenciéndole además para que su enterramiento tuviera lugar en este templo y no en el Monasterio de Arlanza, ni en el Monasterio de Oña, dos posibilidades que el rey barajaba. El proyecto se llevó a cabo mandando derribar la humilde iglesia anterior de Alfonso V y construyendo en su lugar un templo con buena piedra labrada, según se hace saber en las crónicas. No fue un templo grande y abierto a los fieles sino una pequeña iglesia palatina para uso de sus mecenas Fernando y Sancha, que vivían en su palacio ubicado junto al monasterio dúplice (con una comunidad de monjas y otra de canónigos como ya se ha explicado).
Reconstruyeron también el espacio dedicado a Panteón de Reyes. Así consta en la lápida de consagración y así lo atestigua el cronista de la época conocido con el nombre de Silense que fue además clérigo de San Isidoro. En el cementerio de los pies de la iglesia (el actual Panteón de Reyes) fueron enterrados estos reyes fundadores: Fernando, Sancha y tres de sus hijos: Urraca, Elvira y García. Está también el cenotafio del último conde de Castilla, García Fernández. El epitafio de Fernando I muerto en 1065 dice así:

Fecit ecclesiam hanc lapideam qui olim fuit lutea.

Para engrandecer la iglesia y según costumbre de la época era necesario contar con importantes reliquias, por lo que hicieron traer en 1062 desde Sevilla el cuerpo de San Isidoro y desde el monasterio de Arlanza las reliquias de San Vicente de Ávila que se guardaban allí a raíz de las razias de Almanzor. Contaban también desde antiguo con la mandíbula que se decía era de San Juan Bautista.
El 21 de diciembre de 1063 se consagró esta nueva iglesia bajo la advocación de San Isidoro, ofreciendo una solemne ceremonia, y los monarcas dotaron al lugar de un importante ajuar sacro, que desde el punto de vista del arte constituye una verdadera joya del románico de aquellos tiempos. Desde esta consagración la dedicación del templo fue en exclusiva a San Isidoro.
Los reyes mantuvieron una absoluta protección al templo, acudiendo a él en todas las ocasiones propicias. Los cronistas escriben incluso sobre las emocionantes escenas de Fernando I acudiendo al templo en los momentos finales de su vida. La dotaron de reliquias insignes y de objetos de orfebrería y la enriquecieron con tesoros, al igual que enriquecieron al monasterio con un vasto patrimonio.

#### El edificio románico
Esta fue la primera iglesia románica que se levantó en el Reino de León siguiendo las modernas corrientes de este estilo.
El edificio románico de Fernando I y Sancha era de dimensiones reducidas: 16 metros de largo, con tres naves, la central de tres metros de ancho y cerca de 2 metros las laterales. De gran altura: doce metros la central, siete las laterales. La cabecera era tripartita con testeros rectos y escalonados cubiertos con bóveda de medio cañón. No tenía crucero.

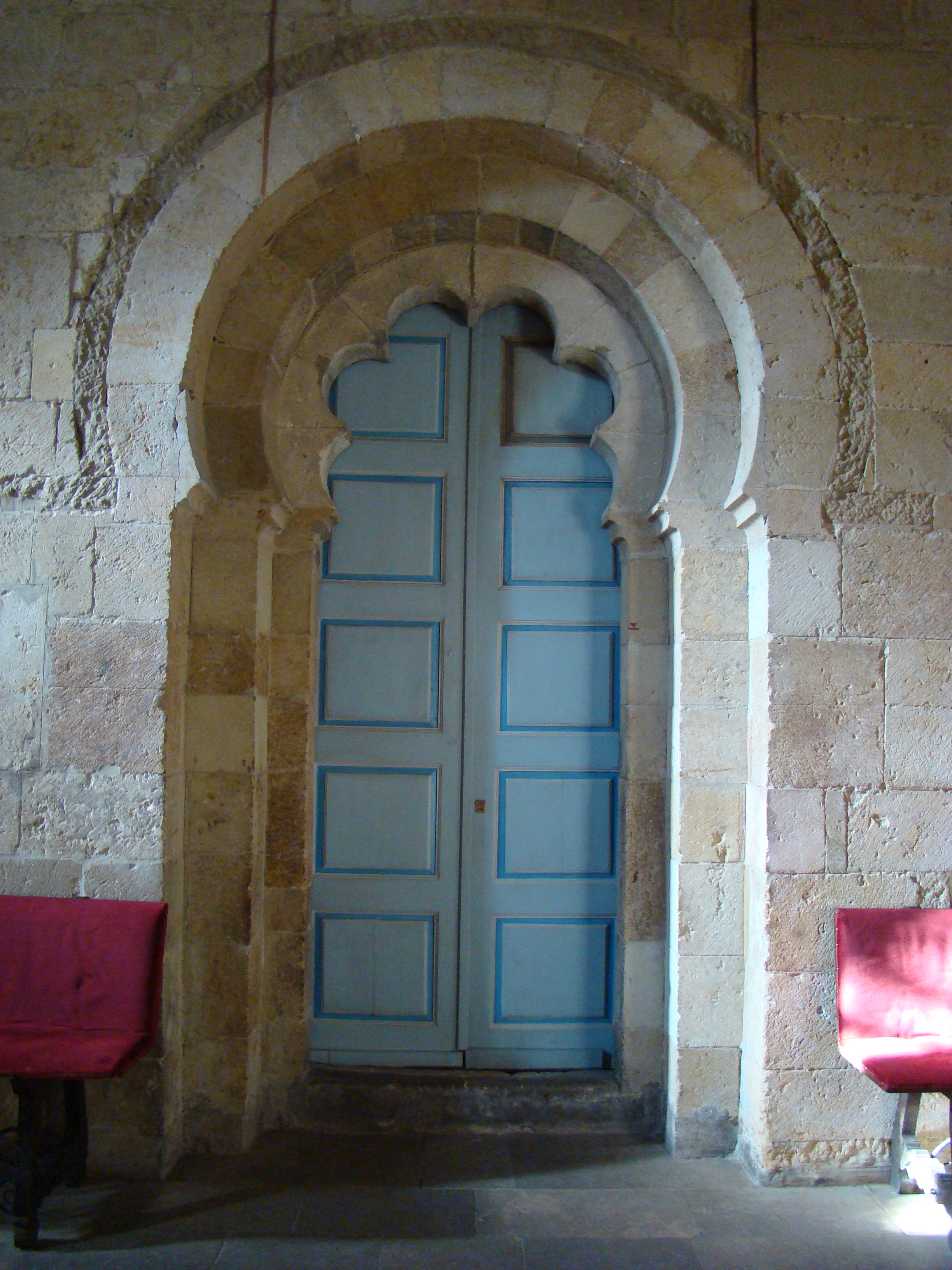
Puerta de entrada desde el templo al espacio del Panteón que fue cegada a comienzos del con motivo de las nuevas obras de ampliación

Edificaron el panteón regio a los pies, al que se accedía desde el interior de la iglesia a través de una puerta que todavía existe y que está condenada. Sus muros —según consta por las excavaciones— estaban alineados con los de las naves de la iglesia. Fue un espacio cerrado, con dos alturas, la de abajo para enterramiento y la de arriba dedicada a tribuna real.
De esta fase de construcción perviven en el siglo XXI: el Panteón, una portada o puerta con capiteles esculpidos que está en la planta superior del Panteón, entre los actuales Archivo y Tesoro, la Tribuna real, los dos pórticos adosados y los dos primeros cuerpos de la torre. También los muros norte y occidental, que fueron incorporados a la siguiente edificación de Urraca la Zamorana. En 1908 el conservador y arquitecto Juan Nepomuceno Torbado, al hacer unas restauraciones, puso al descubierto la planta antigua y los cimientos de esta iglesia; años más tarde, en los trabajos de solado de 1971 pudo contemplarse de nuevo el trazado de dicha planta y su estudio corrió a cargo del Instituto Arqueológico Alemán de Madrid, cuyas excavaciones fueron dirigidas por el profesor Williams.

### Restauración y ampliación de la infanta Urraca

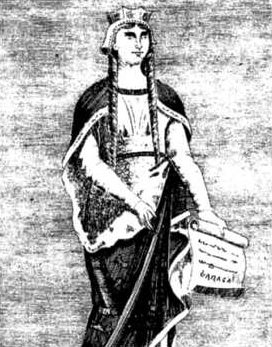
Doña Urraca, Reina de Zamora, según un grabado de la revista Zamora Ilustrada de 1882

La iglesia de Urraca la Zamorana es el edificio del siglo XII que se puede ver todavía en el siglo XXI. Las tres puertas del románico pleno, puerta del Cordero, Puerta del Perdón y Puerta Norte, fueron hechas en este espacio de tiempo. También hizo cambios en el Panteón real, una estancia que ya existía cerrada y como cementerio en tiempos de sus padres.
La infanta Urraca Fernández de Zamora, soltera, era también dómina del Infantado de San Pelayo y ostentaba el señorío de los monasterios del reino cuya cabeza era el de San Isidoro de León. A la muerte de su madre Sancha en 1067 heredó el patrocinio y mantenimiento del templo. Mandó hacer muchas obras de ampliación y así consta en su epitafio de 1101:

Ordenó agrandar su iglesia y la enriqueció con numerosos presentes. (Ampliavit ecclesiam Istam)

A partir de estas reformas empezó a conocerse el templo como iglesia nueva. La infanta Urraca mandó hacer la decoración pictórica del Panteón y donó muchos más tesoros entre los que se conserva el célebre Cáliz.

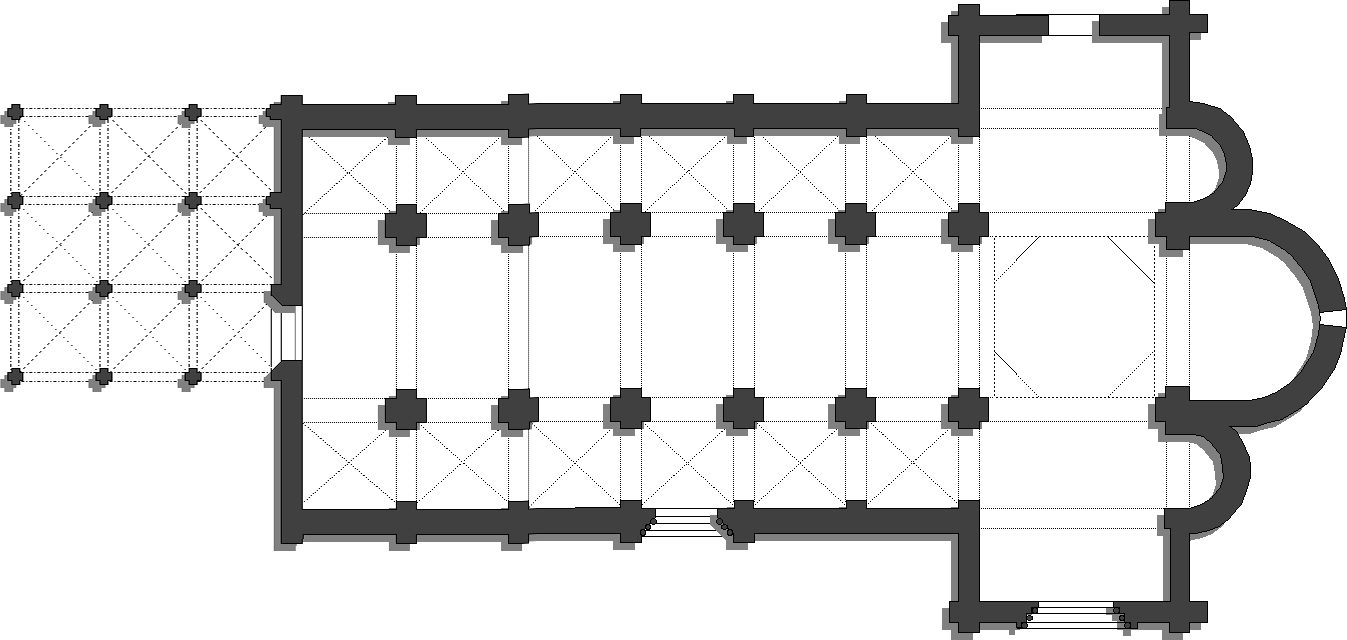
Planta de la colegiata. Actualmente ha perdido la cabecera, sustituida por una gótica. A los pies de la iglesia puede verse el espacio que sirvió de Panteón de los Reyes del reino de León

No logró ver terminadas las obras que por el contrario concluyeron Alfonso VII y la hermana de este, Sancha, también dómina del Infantado.
Se desconoce el nombre del arquitecto que realizó estas obras. La ampliación fue hecha sobre todo por la parte meridional y oriental, doblando las dimensiones y añadiendo el brazo del crucero. Se inició con la construcción de una nueva cabecera unos metros más hacia el este sin destruir la obra de Fernando y Sancha, avanzando hacia los pies donde se encontraban con el límite del panteón y las galerías al oeste y al norte. Al llegar a la cabecera de la iglesia antigua y al proyectar su destrucción, respetaron los muros norte y occidente, lo que condicionó la anchura de las naves laterales que tuvieron que ser más estrechas que la extensión de los nuevos ábsides. Se pararon las obras durante unos años a la altura de las ventanas de la nave mayor, sin que se conozcan muy bien las razones.
Entrado el siglo XII se reanudaron las obras dirigidas esta vez por el arquitecto Pedro Deustamben que también había trabajado antes de la muerte de la Infanta Urraca. Es de suponer que las naves se iban a cubrir con techumbre de madera, pero este nuevo arquitecto optó por rematar la nave central, elevada a gran altura, con una bóveda de cañón y le proporcionó luz directa con ventanales. En general las obras realizadas por este arquitecto fueron de una gran audacia sin resultados demasiados satisfactorios, cuyas consecuencias fueron: deformación de todo lo construido, hendidura a lo largo de la bóveda alta, inclinación de los muros hacia fuera y amenaza de ruina. Todos estos defectos no se manifestaron desde el principio sino que fueron acentuándose y corrigiéndose a través de los siglos, hasta llegar a las obras del siglo XXI en que tuvo lugar una importante y definitiva restauración.

### Alfonso VII y su hermana Sancha. Fin de las obras.
Alfonso VII y su hermana Sancha Raimúndez, dómina del Infantado de San Pelayo, ambos hijos de Urraca y Raimundo de Borgoña, concluyeron las obras iniciadas por su tía abuela Urraca y consagraron la iglesia solemnemente el seis de marzo de 1149.
La infanta Sancha restauró la vida monástica y ella misma profesó en el monasterio. En la localidad leonesa de Carbajal de la Legua existía una comunidad de canónigos regulares de san Agustín. La infanta Sancha en 1148 quiso que dicha comunidad se trasladara a León para ponerse al frente del monasterio al mismo tiempo que la comunidad de monjas era enviada a Carbajal; es decir, se hizo una permuta. Fue en esta nueva etapa cuando el monasterio se elevó a la categoría de abadía dependiente directamente de Roma.

### La iglesia en tiempos de Fernando II
Fernando II, rey desde 1157 a 1188, segundo hijo de Alfonso VII, fundador de las órdenes militares de Santiago y Alcántara, consiguió del papa Alejandro III que se nombrase al monasterio y su iglesia como dignidad de abadía, con una serie de privilegios entre los que se encontraba la exención de toda jurisdicción episcopal bajo el título de Hija predilecta de la Iglesia Romana. En esta nueva categoría tuvo como primer abad a Menendo que la dirigió desde 1156 a 1167. En total pasaron por la abadía 66 abades, hasta su final en marzo de 2003.

### Reformas de los siglosXVyXVI
Además de las grandes reformas hechas durante el periodo románico, el complejo arquitectónico de San Isidoro sufrió obras parciales, modificaciones mandadas hacer por diversos personajes para su propia gloria y conveniencia en unos casos o para la mejora general en otros. En el siglo XV el abad Simón Álvarez mandó empotrar la tribuna gótica entre las tres primeras arcadas de la nave.
El padre Juan de Cusanza (alias Juan de León) mandó construir la capilla gótica de San Martín y mandó derribar la capilla mayor románica para construir la actual, cuyos trabajos comenzaron en 1513 a cargo del arquitecto Juan de Badajoz el Viejo. Pedro Suárez de Quiñones, comendador de San Isidoro y gobernador de la provincia transformó la sala capitular para construir su propia capilla fúnebre.
En 1534 el propio Capítulo de la colegiata transformó la tribuna real adornándola con pinturas murales para convertirla en nueva sala capitular. Ese mismo año Juan de Badajoz el Mozo demolió los palacios reales románicos y en su lugar construyó la biblioteca con la primera bóveda elíptica del Renacimiento español, para cuyo acceso diseñó una puerta renacentista que comunicó con la antigua tribuna románica transformada en sala capitular.
El arzobispo Fonseca, Juan Rodríguez, que fue abad de San Isidoro desde 1519 a 1524, mandó construir el claustro gótico —que fue llamado claustro de Fonseca—, emparedando tras un muro la antigua galería románica del siglo XI. En 1574 el arquitecto Juan Ribero de Rada hizo la escalera prioral del claustro, uno de los mejores ejemplos del clasicismo español.

### SiglosXIXyXX

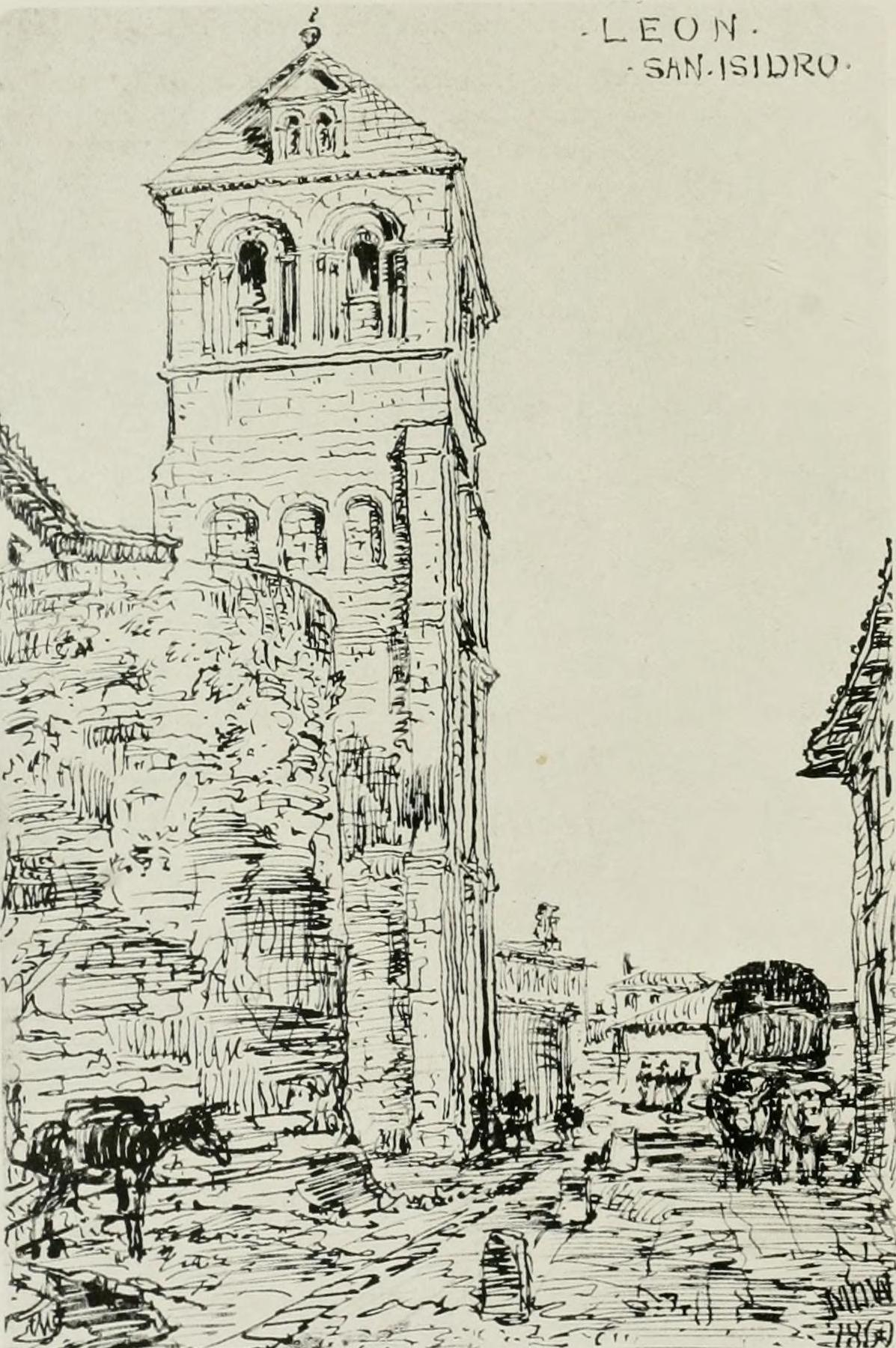
Torre de la iglesia en 1869

El siglo XIX fue el peor en la historia de este edificio. En los primeros años sufrió la ocupación de las tropas francesas con la subsiguiente expoliación. Las estancias y capillas se convirtieron en cuartel, pajar y cuadras. Cuando llegó la hora de la retirada, las tropas incendiaron la iglesia. Años después llegó la desamortización de Mendizábal (1835) y como consecuencia hubo nuevos expolios y saqueos. Se suprimió la comunidad, que fue restablecida el 25 de mayo de 1851 por el concordato y la bula Inter Plurima del papa Pío IX. Pero la restauración y la puesta en marcha no tuvieron lugar hasta 1894, con los arquitectos Lazar y Torbado, cuyo trabajo duró hasta 1920. En 1936 el complejo volvió a albergar tropas militares. Pasada la guerra civil española, obtuvo en 1942 el título de Basílica menor concedido por Pío XII.

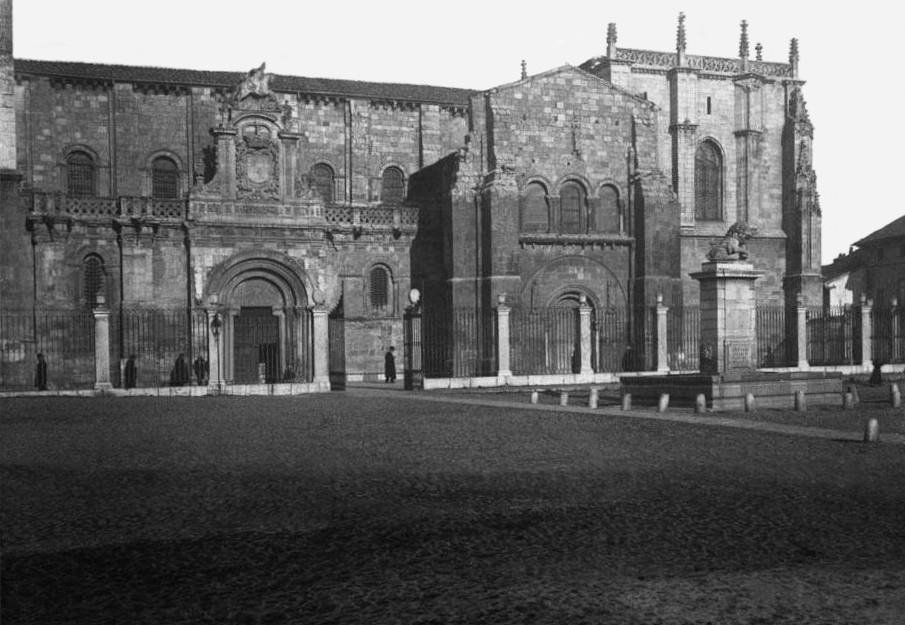
Fachada de la basílica de San Isidoro de León, poco después de su restauración

En 1956 no solo había un serio deterioro físico sino también en lo que respecta a la comunidad religiosa. La decadencia del Cabildo Regular a mediados del siglo XX fue tal que la institución estuvo a punto de desaparecer. Solo quedaban el abad y tres canónigos ancianos, en estado de pobreza total y sin esperanza de renovación con nuevas vocaciones. El obispo de León, Luis Almarcha se hizo cargo de la situación enviando una delegación a Roma ante el papa Pío XII, para explicar los hechos y recibir alguna solución. Tras un concienzudo estudio de las condiciones expuestas surgió la propuesta de secularizar el Cabildo Regular de San Isidoro, transformándolo en Instituto Secular y así se hizo el 6 de marzo de 1956, separando además los cargos de abad y prior. El cargo de abad se quedaría como presidente del Cabildo secularizado y el cargo de prior como superior trienal de la Comunidad. Al mismo tiempo, el obispo de la diócesis asumió cargos especiales siendo nombrado superior mayor del Cabildo Regular. Otros canónigos serían los encargados de restaurar y mantener el culto en la Basílica de San Isidoro, interrumpido desde hacía años.

## Descripción del edificio

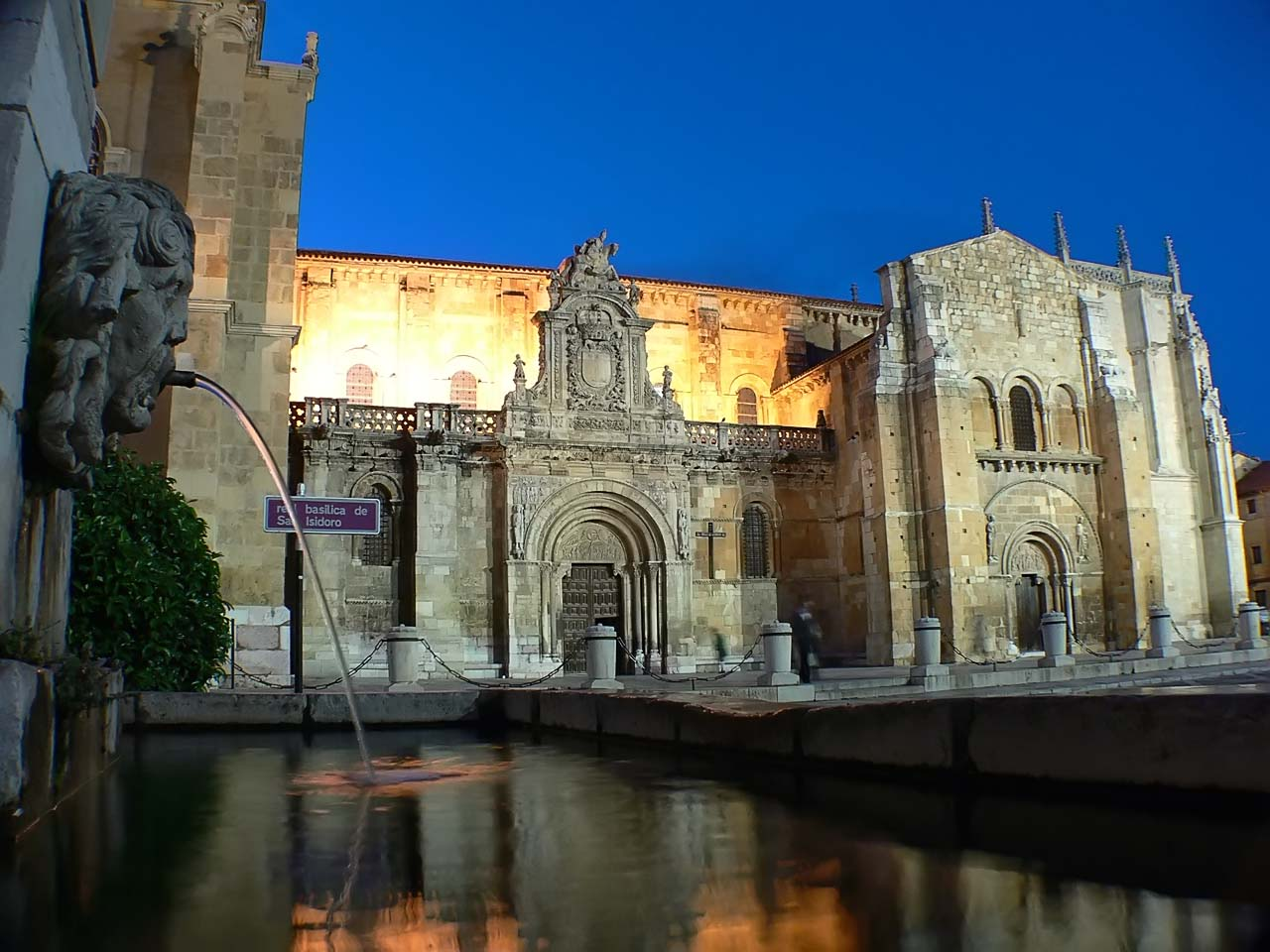
San Isidoro de León, vista nocturna

El edificio actual tiene tres naves y planta de cruz latina. El ábside central es del siglo XVI, hispano-flamenco; sustituyó al románico, cuya planta puede verse porque, a raíz de las excavaciones, se dejó una marca trazada en el suelo de la capilla mayor. Los ábsides laterales son románicos con bóveda de horno. A pesar de las ampliaciones y reconstrucciones de la época de la infanta Urraca y el arquitecto Deustamben, el resultado final es armonioso. Las modificaciones tuvieron que adaptarse al anterior edificio de Fernando y Sancha, por lo que sus ábsides no tienen la misma anchura ni el mismo eje que las naves.
La nave central es de gran altura y está cubierta con bóveda de cañón (como el tramo recto del ábside y el crucero) mientras que las laterales tienen bóveda de arista. Los arcos de separación de las naves tienen un peralte muy acusado; los del crucero son polilobulados, detalle de supervivencia de la época mozárabe.

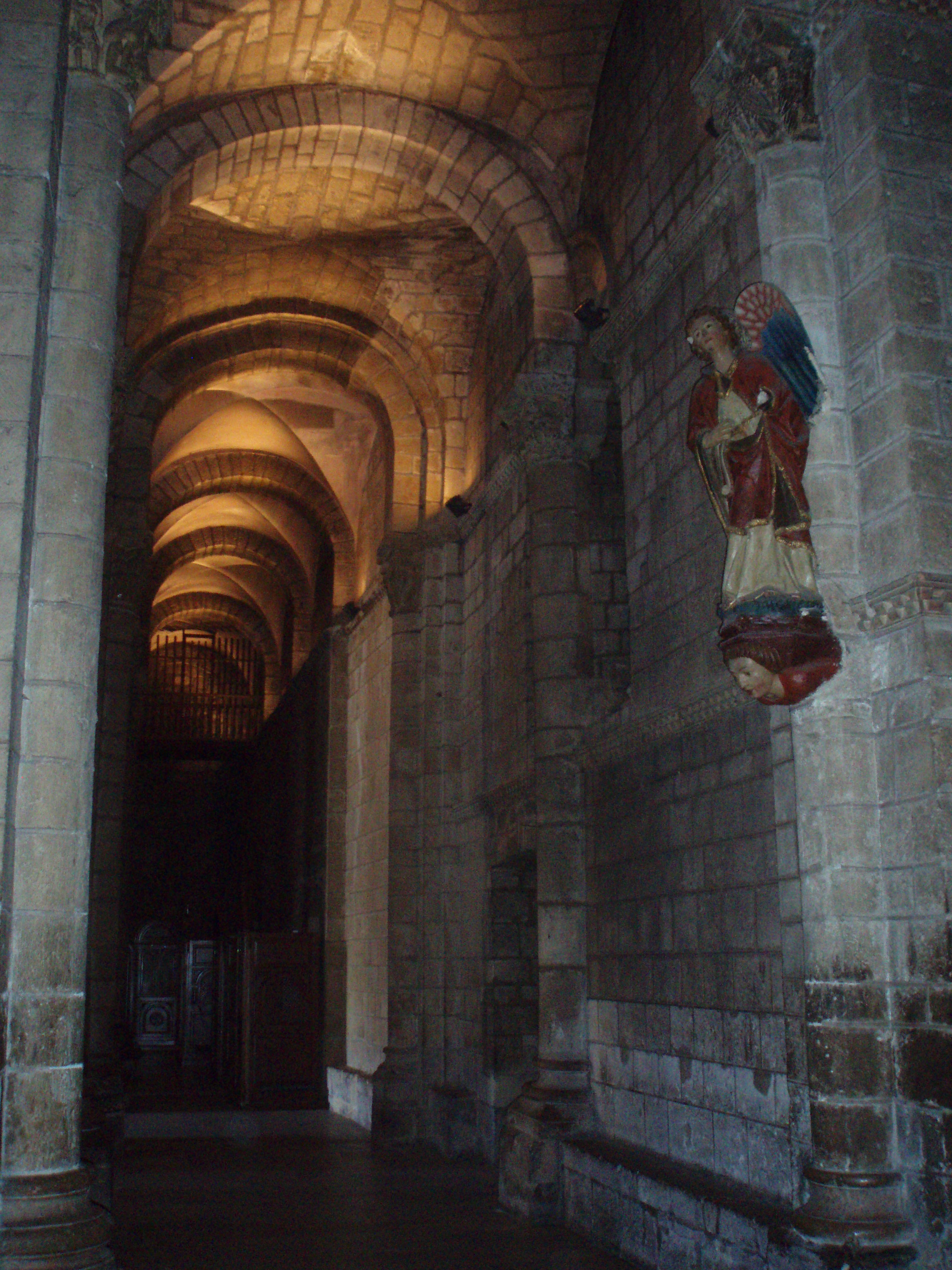
Nave lateral
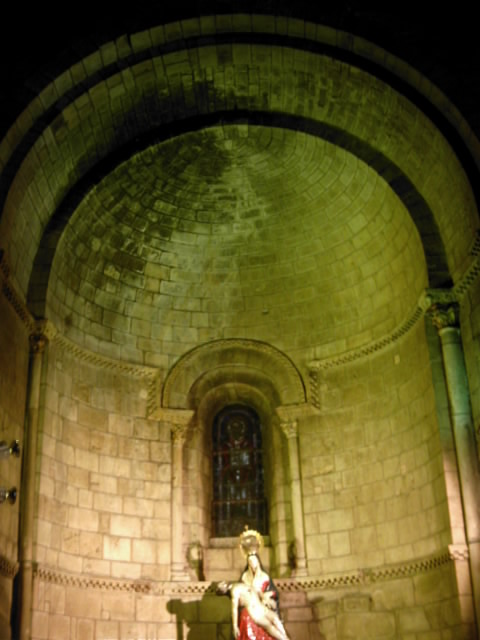
Ábside lateral románico con bóveda de horno
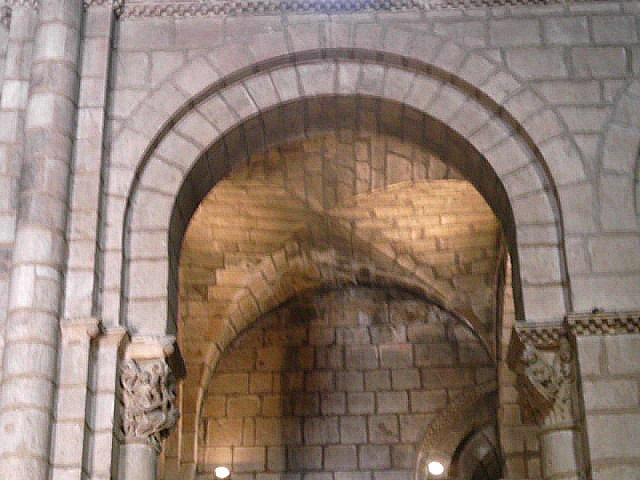
Arco peraltado
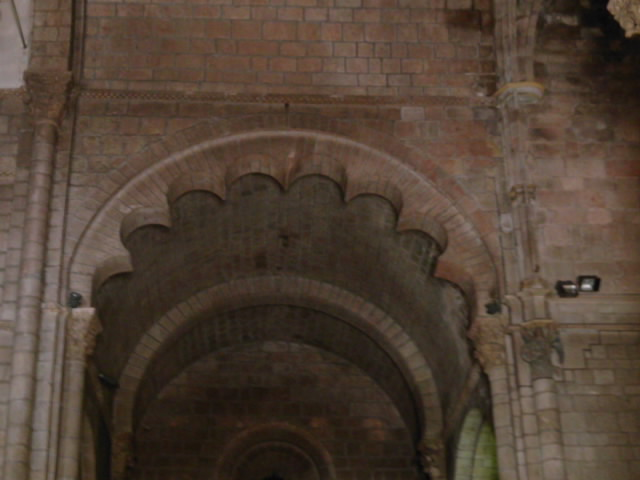
Arco lobulado del crucero

### Exterior del edificio

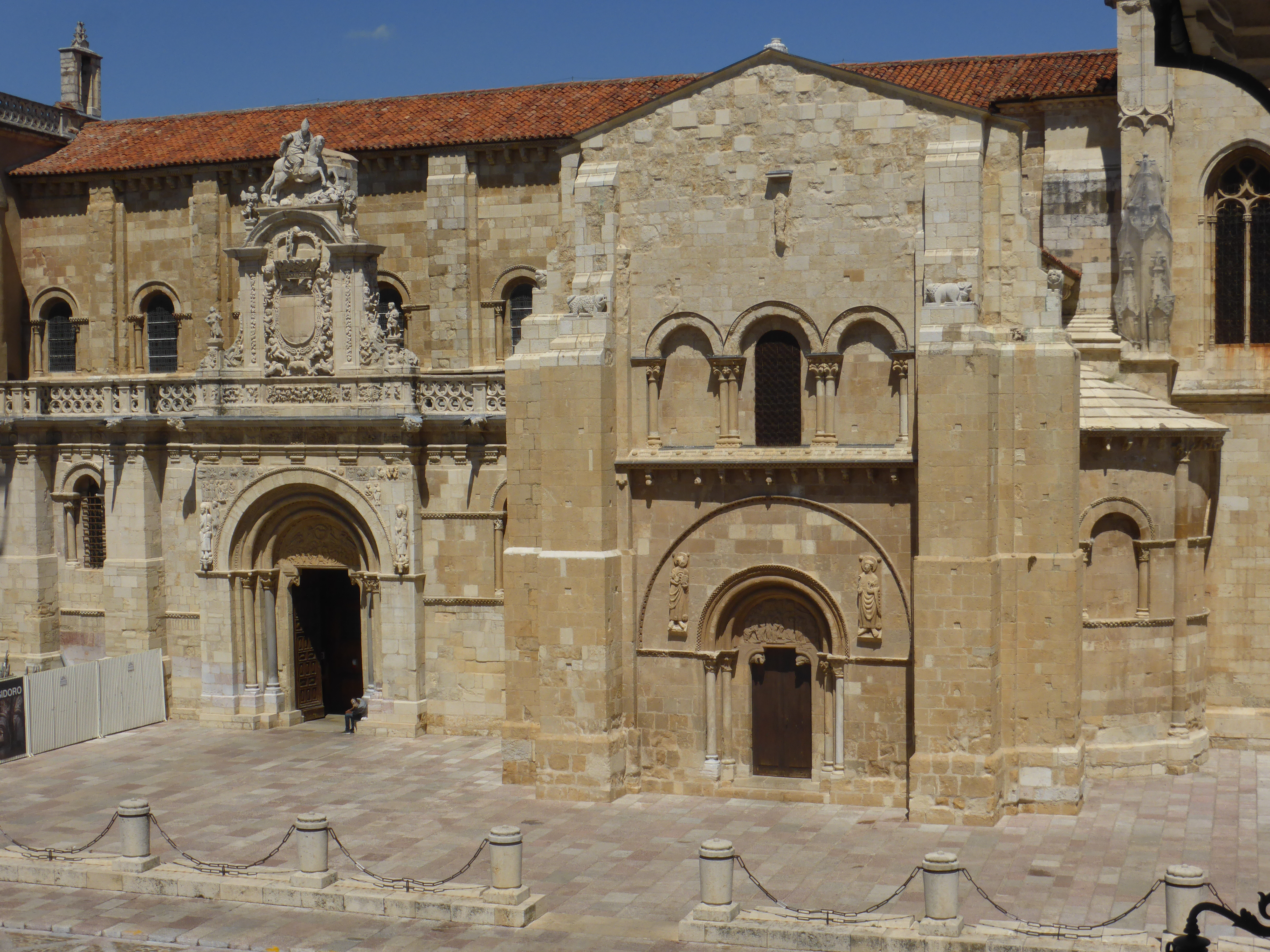
Dos portadas románicas

Solo se pueden ver desde fuera la fachada meridional y el ábside meridional. El resto del edificio está rodeado por otras construcciones y la parte de poniente está oculta por la muralla (a excepción de la torre). Desde el exterior se aprecian las tres alturas de las naves. La cornisa de la nave central es ajedrezada y se apoya en modillones de influencia mozárabe.
Las dos portadas románicas corresponden a esta fachada. La más antigua es la del Cordero y la más moderna, la del Perdón. Son dos ejemplos del románico pleno, lo más antiguo que se construyó en el reino de León.

#### Puerta del Cordero
Está dividida en dos cuerpos: el superior compuesto por peineta barroca y rematado con San Isidoro a caballo.

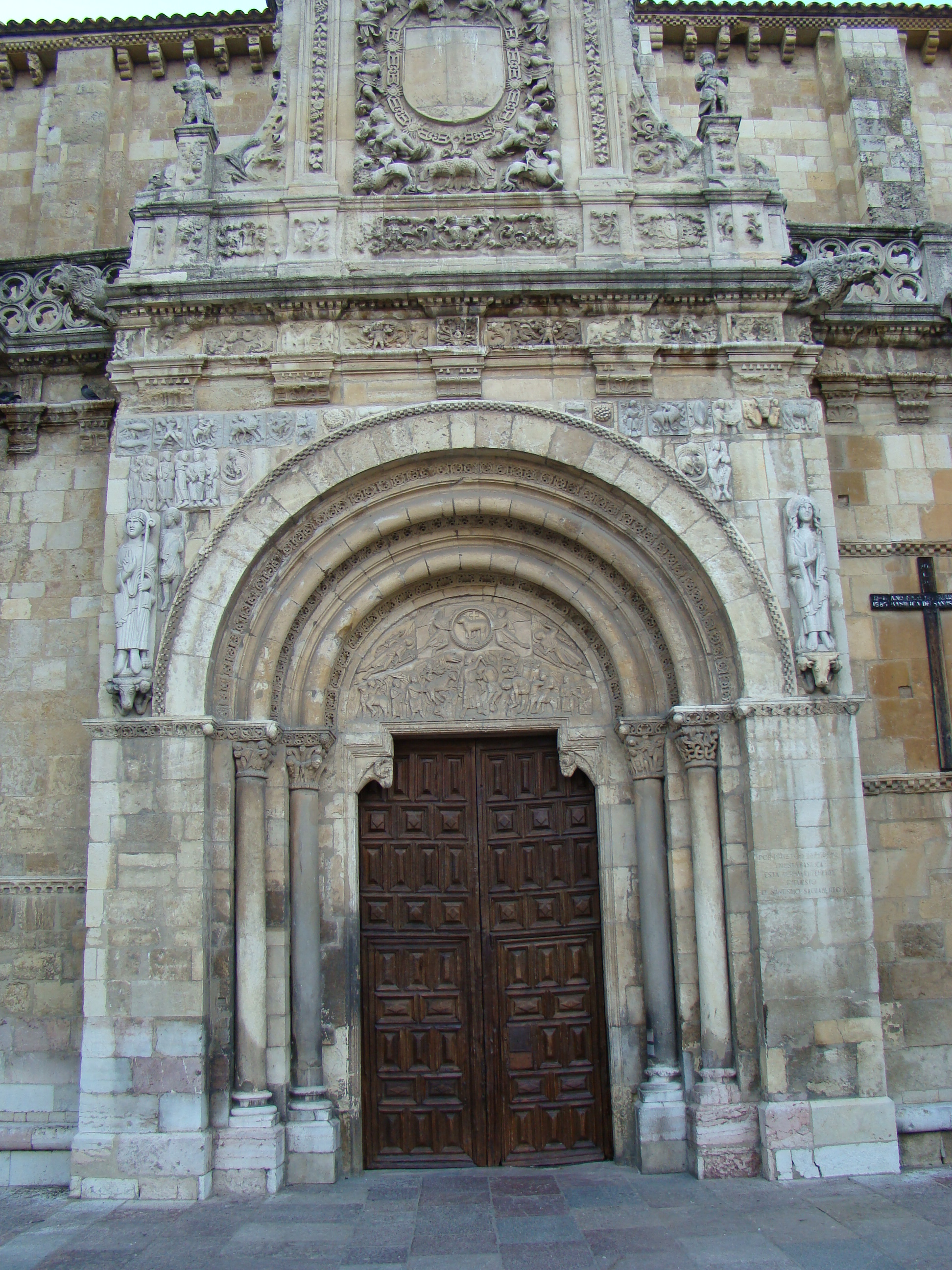
Puerta del Cordero

En la portada propiamente dicha hay dos arquivoltas de medio punto con molduras de baquetón sobre columnas. Una tercera arquivolta dovelada descansa sobre jambas, rodeada de moldura ajedrezada. Entre las arquivoltas hay tres molduras con roleos y palmetas. Las columnas están acodilladas y tienen basas áticas sobre plintos muy altos (que no son los originales). Los capiteles presentan figuras humanas con garras en lugar de pies y manos, personajes alados, en cuclillas y entre vegetales.

#### Tímpano del Cordero

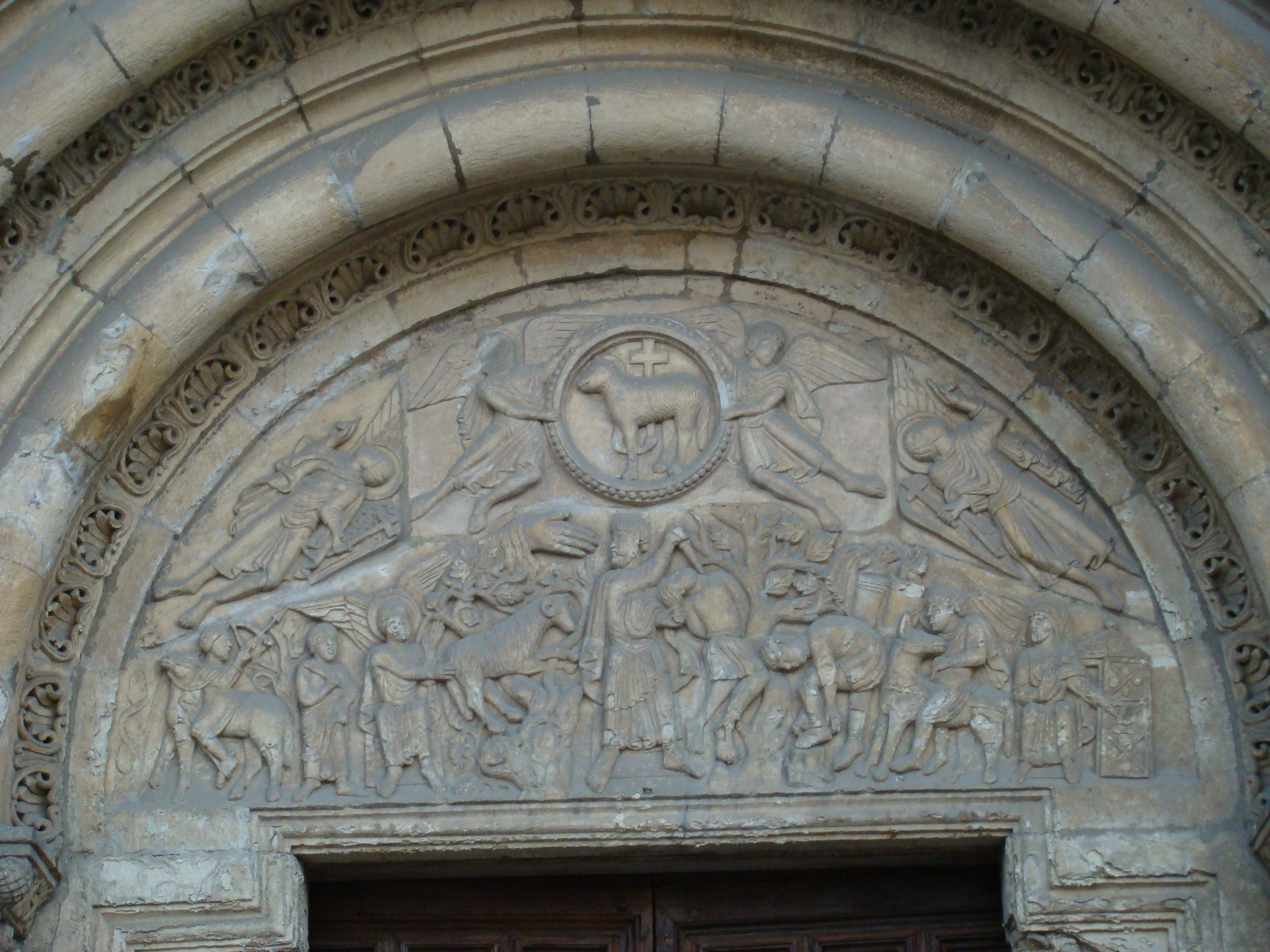
Tímpano de la Puerta del Cordero

Es el primer tímpano conocido del Reino de León, conteniendo diversas escenas. Pertenece al románico pleno del siglo XI. Está esculpido en mármol blanco y se apoya en jambas que están rematadas por cabezas de carnero.
Se representa el Sacrificio de Isaac con el cordero místico sujeto por dos ángeles, y a ambos lados otros dos ángeles portadores de los símbolos de la Pasión de Cristo. En la Hispania mozárabe era muy común representar la escena del sacrificio de Isaac en lugar de Cristo crucificado. A la derecha se ve a Sara en la puerta de la tienda y los dos sirvientes que tomó Abraham como compañía, uno montado a caballo y otro que se descalza respetuosamente porque va a pisar un lugar sagrado. Isaac está también descalzo y pueden verse sus sandalias en el suelo.

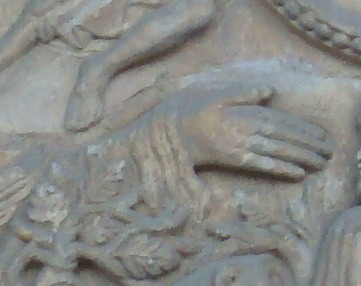
Dextera Domini

Abraham, también descalzo, escucha la voz que llega desde el cielo, simbolizada en la “Dextera Domini”. El cordero del sacrificio está en un matorral y detrás de él hay un ángel que habla. Es una representación que concuerda con el texto del Génesis, exceptuando la figura de Sara. En el lado de la izquierda hay otras dos figuras del Génesis: Ismael y su madre Agar. Ismael está representado como tirador de arco:

Y Dios estaba con el muchacho; y creció, y habitó en el desierto, y fue tirador de arco. (Génesis 21:20)

Estas representaciones de Ismael con Agar solo se dan en la Hispania del siglo XI.
Todo el relieve está ejecutado en piedra procedente de la región. En las enjutas del arco hay relieves y figuras en mármol reutilizadas que tal vez procedan de la iglesia de Fernando y Sancha. No corresponden al espacio en que están colocadas y hay en ellas incoherencia y desorden. Se cree que estuvieron dispuestas de otra manera y que al restaurar la puerta se movieron olvidando su primitivo lugar. Por eso la estatua del mártir Pelayo tiene un libro que correspondería a la estatua de San Isidoro, a cuyo costado se implantó un verdugo con el cuchillo, correspondiente en realidad a Pelayo. San Isidoro tiene junto a la cabeza la inscripción Isidorus. En el museo de San Marcos hay otra estatua compañera de esta que corresponde a San Vicente de Ávila, cuyas reliquias se trajeron también en 1063.
Por encima de San Isidoro se ven los relieves de David y cinco músicos, más un violinista dentro de círculos concéntricos. Sobre Pelayo hay otro violinista igual, más un tamborilero.
Por encima de estos personajes hay un friso interrumpido por la rosca externa de la arquivolta que representa los símbolos del zodiaco ordenado de derecha a izquierda. Fueron identificados con sus nombres, unas inscripciones con caracteres de la segunda mitad del siglo XI de las que aún quedan algunas fuera de lugar. También estos relieves fueron aprovechados de la iglesia anterior.

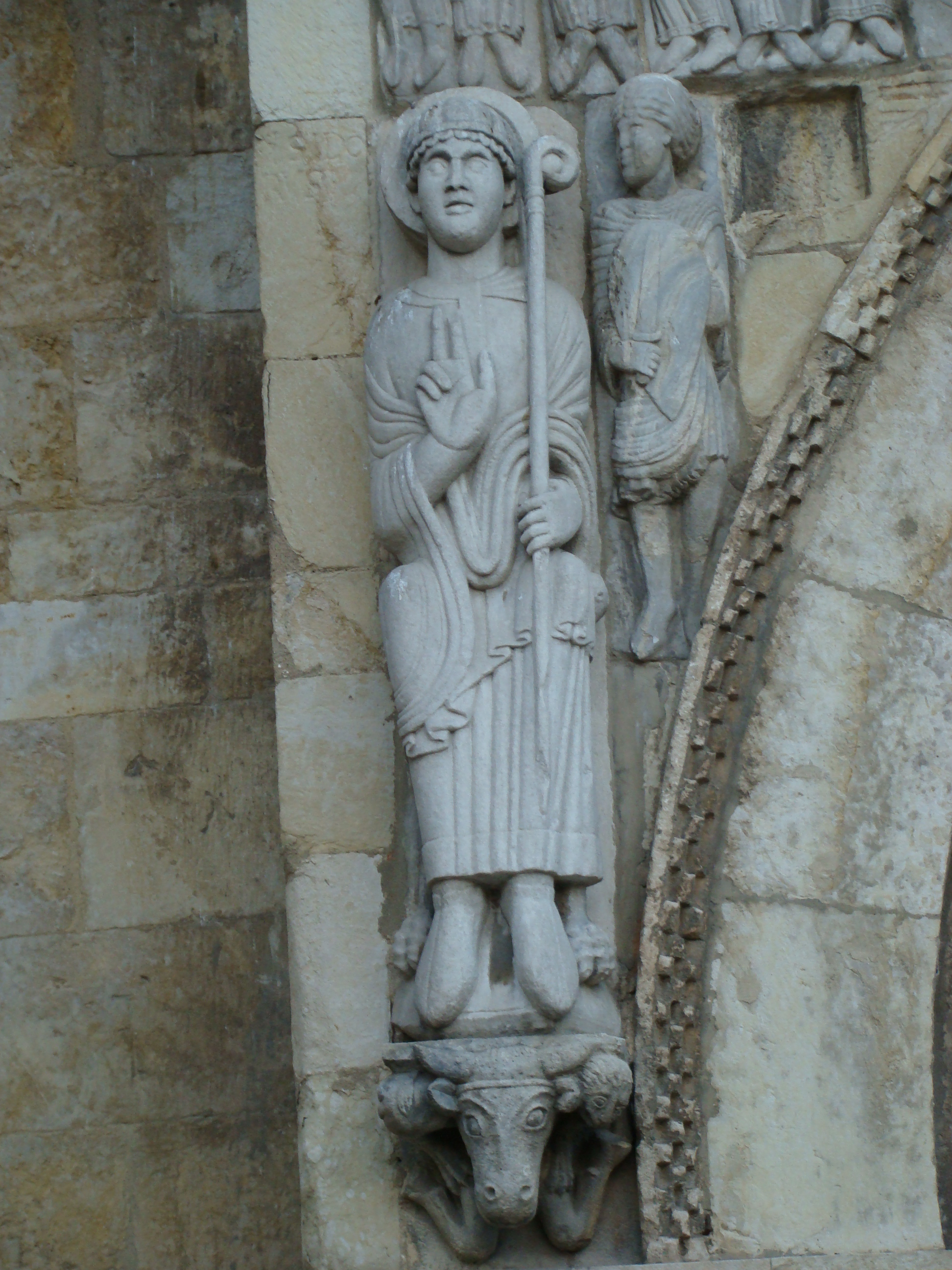
Estatua de San Isidoro a cuyo costado se implantó un verdugo con el cuchillo, correspondiente en realidad a Pelayo
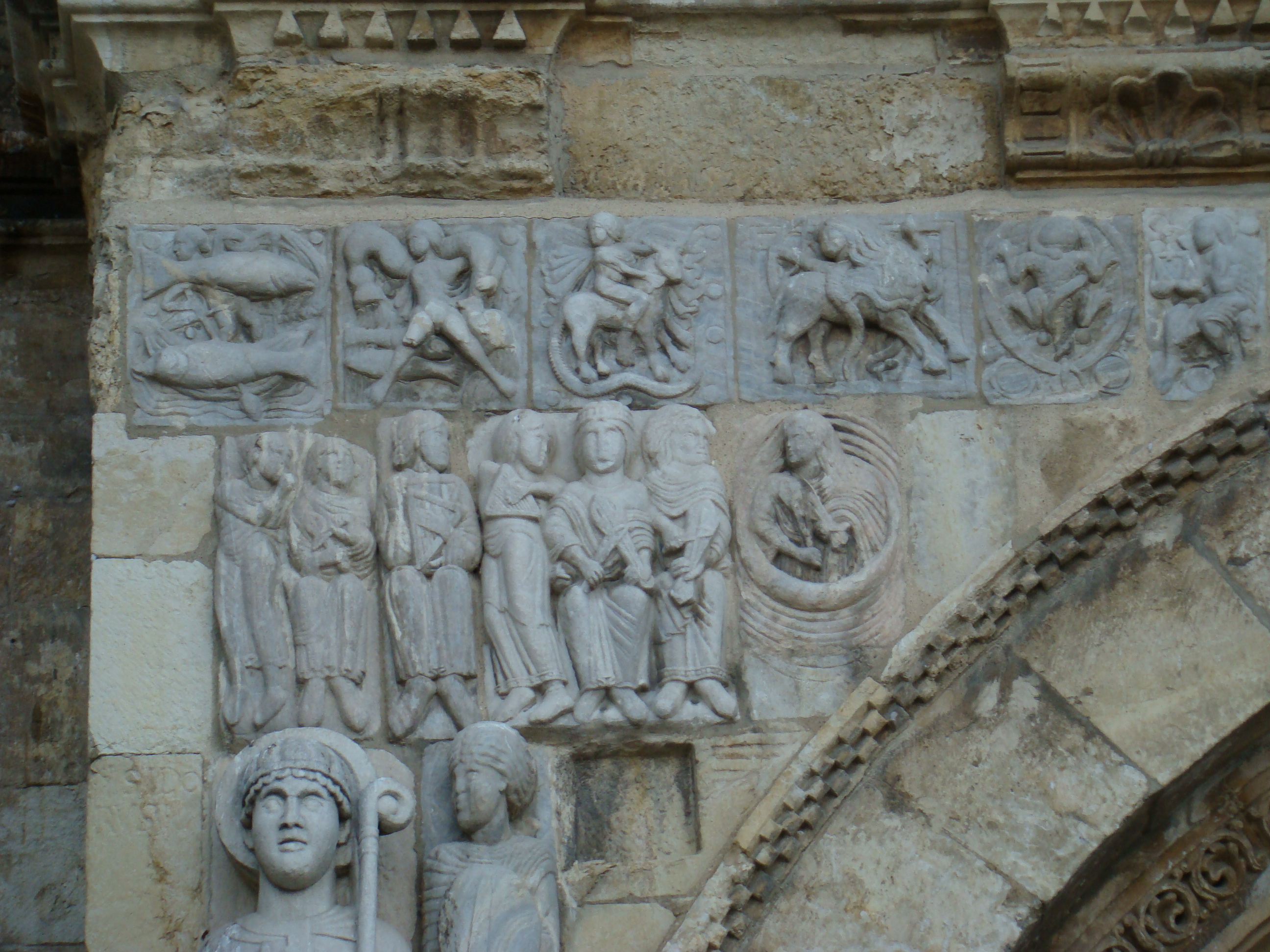
Relieves de David y cinco músicos más un violinista dentro de círculos concéntricos. Sobre estos personajes hay un friso interrumpido por la rosca externa de la arquivolta que representa los símbolos del zodiaco
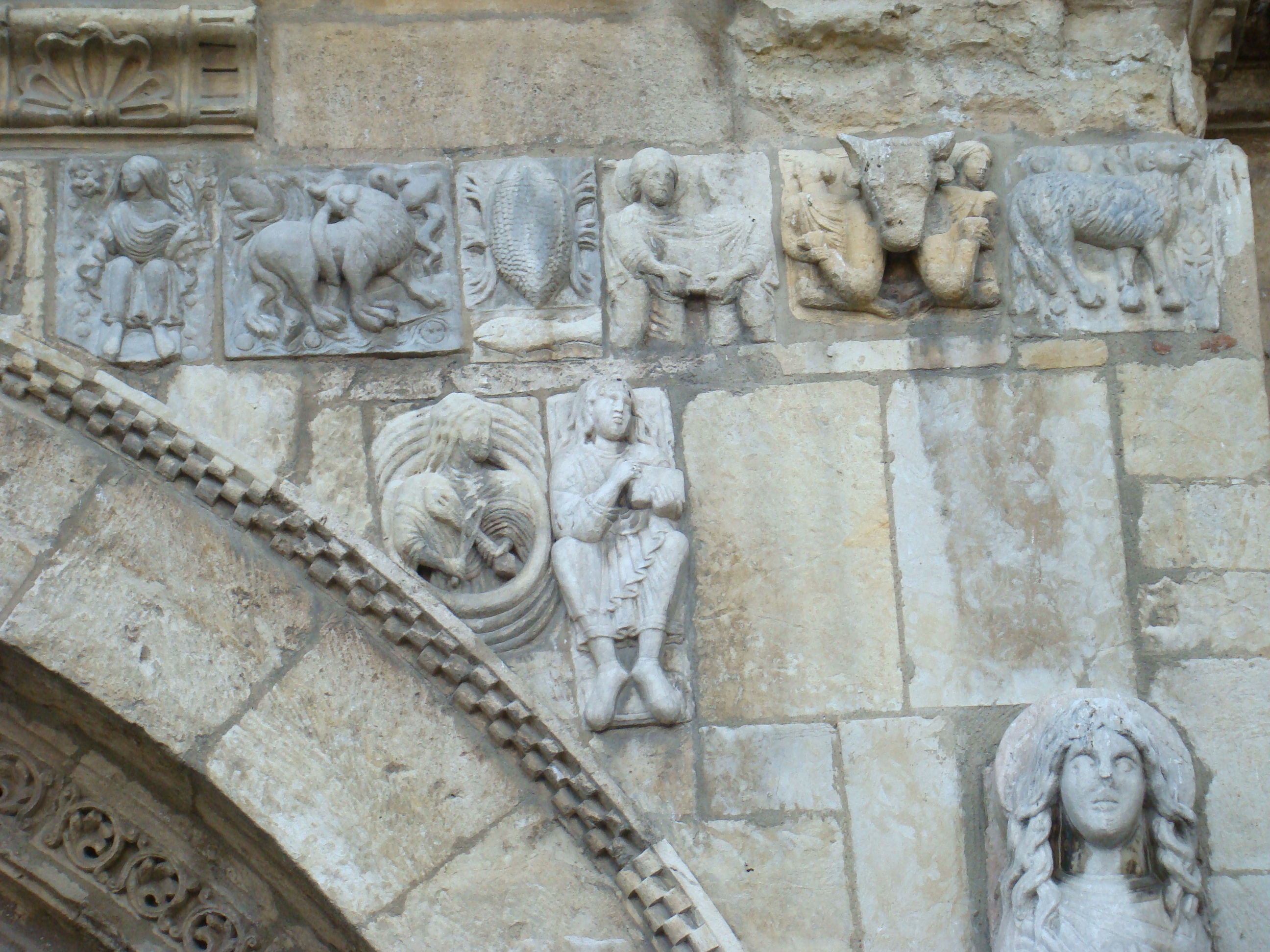
Violinista más un tamborilero. Continuación del Zodiaco
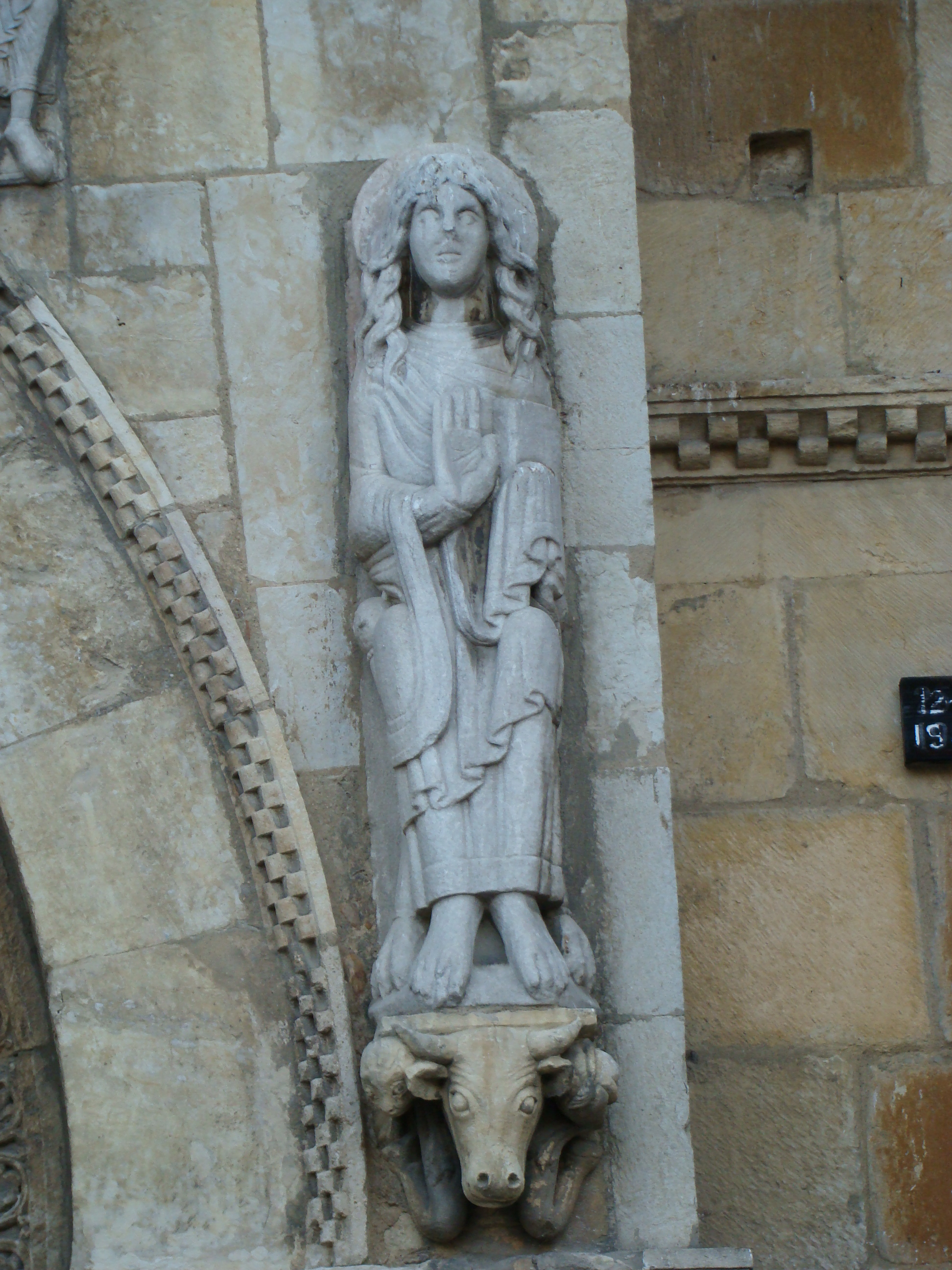
Estatua del mártir Pelayo en la enjuta, a la derecha
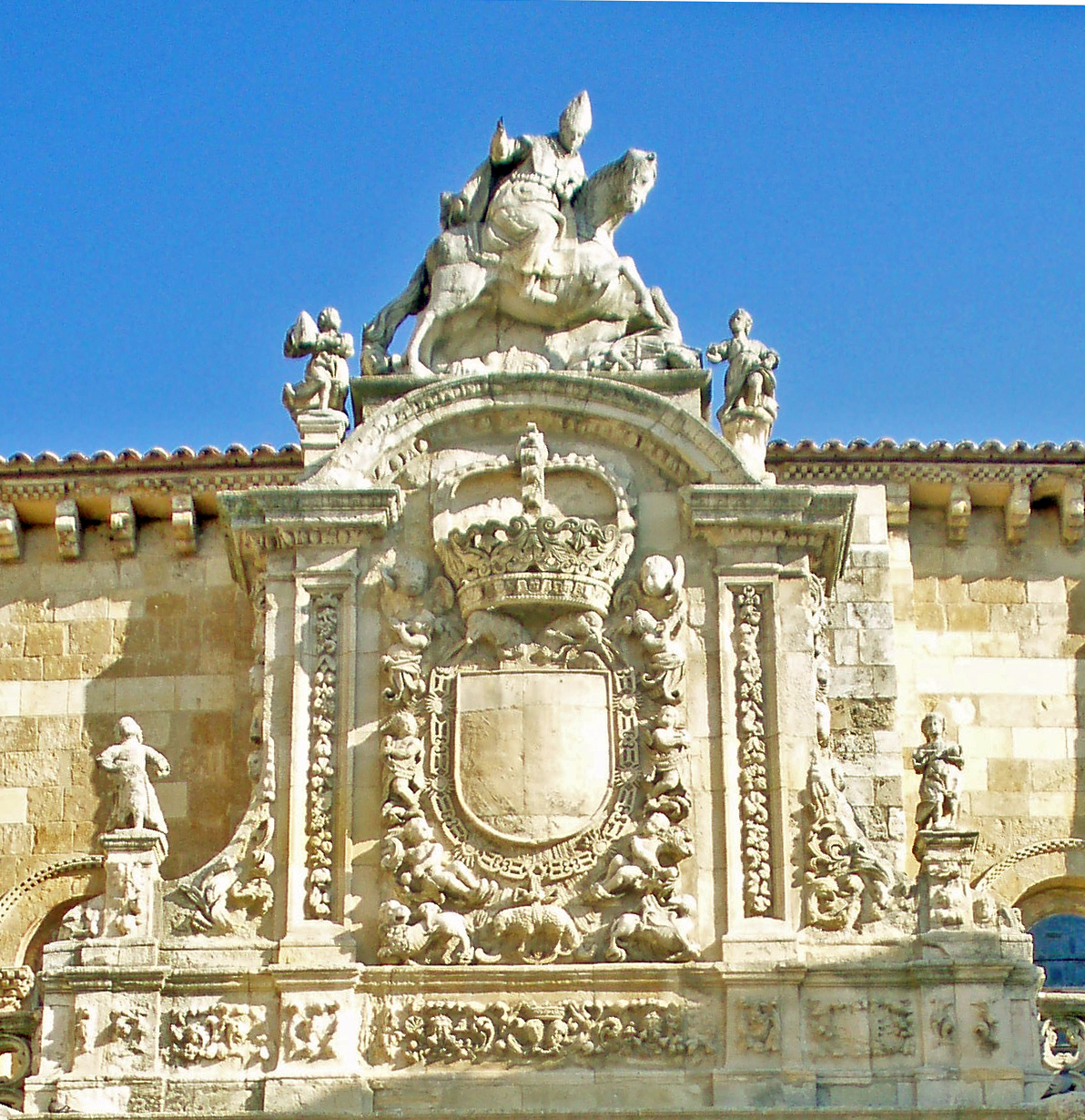
Segundo cuerpo de la portada con un gran escudo y San Isidoro a caballo

Esta portada tiene un segundo cuerpo a modo de peineta levantado en el siglo XVIII, obra de los artistas de apellido Valladolid. Contiene el escudo real y lo remata San Isidoro a caballo, siguiendo la leyenda del estandarte real de Baeza (o pendón de Baeza) que se exhibe en el museo.

#### Puerta del Perdón

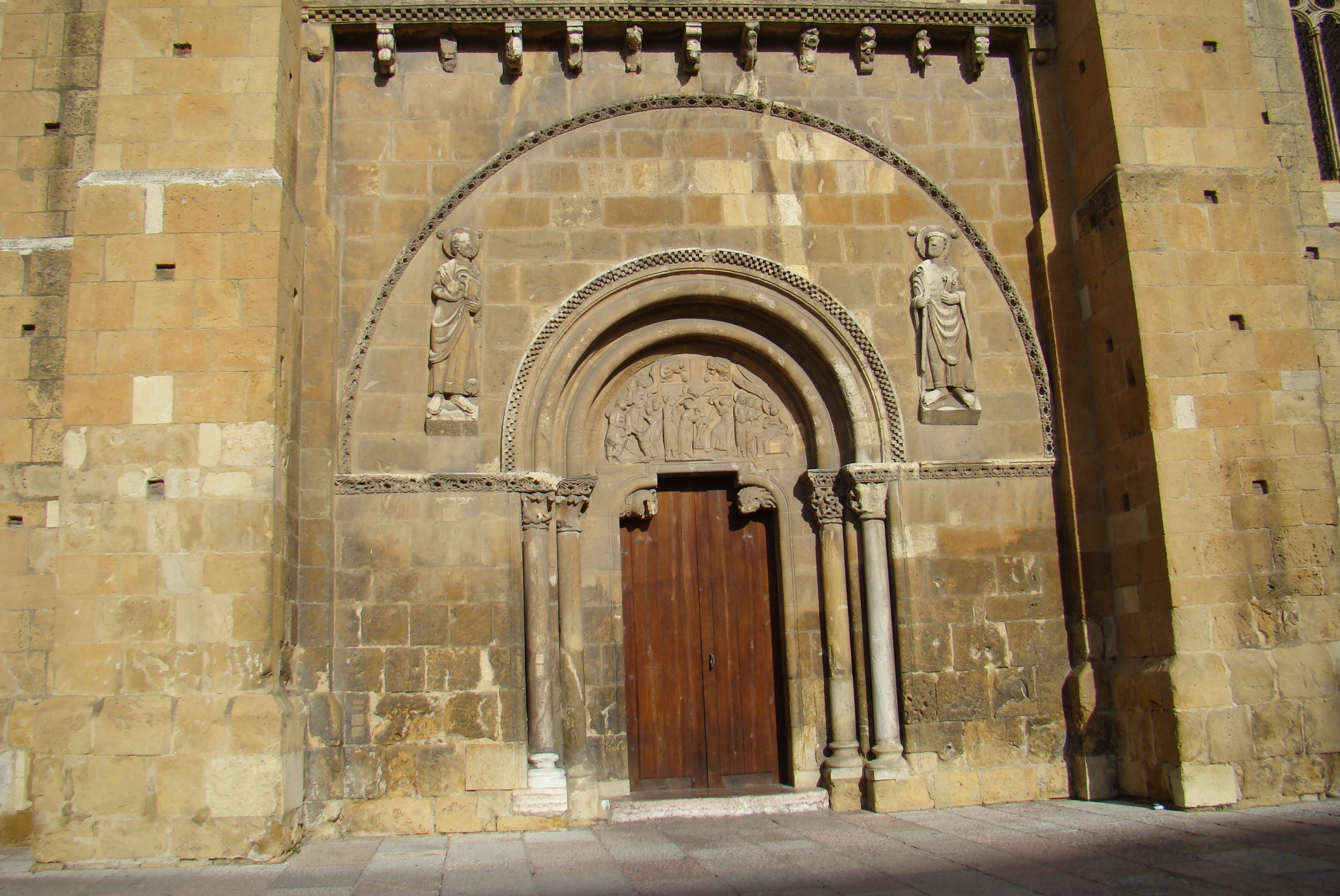
Puerta del Perdón

Se llama así porque era la puerta por donde entraban los peregrinos que iban haciendo el Camino de Santiago, para conseguir en esta iglesia las indulgencias correspondientes y el perdón de los pecados.
Se abre en la fachada sur del crucero. Pertenece a la época del románico pleno, y sus relieves están atribuidos al maestro Esteban, que trabajó en las catedrales de Pamplona y de Santiago de Compostela. Su ejecución es posterior a la Puerta del Cordero. El maestro Esteban esculpió por primera vez una serie de temas evangélicos que serían reproducidos después en la portada de la catedral de Compostela, en la catedral de Santa María de Pamplona y en la de Toulouse.
Una cornisa ajedrezada divide esta fachada en dos cuerpos. En el cuerpo superior hay tres grandes arcos de medio punto, siendo ciegos los dos laterales. Las columnas del centro son geminadas y sus basas son áticas, de garras. El ventanal central está cerrado por una reja románica. El cuerpo inferior está ocupado por la portada propiamente dicha.

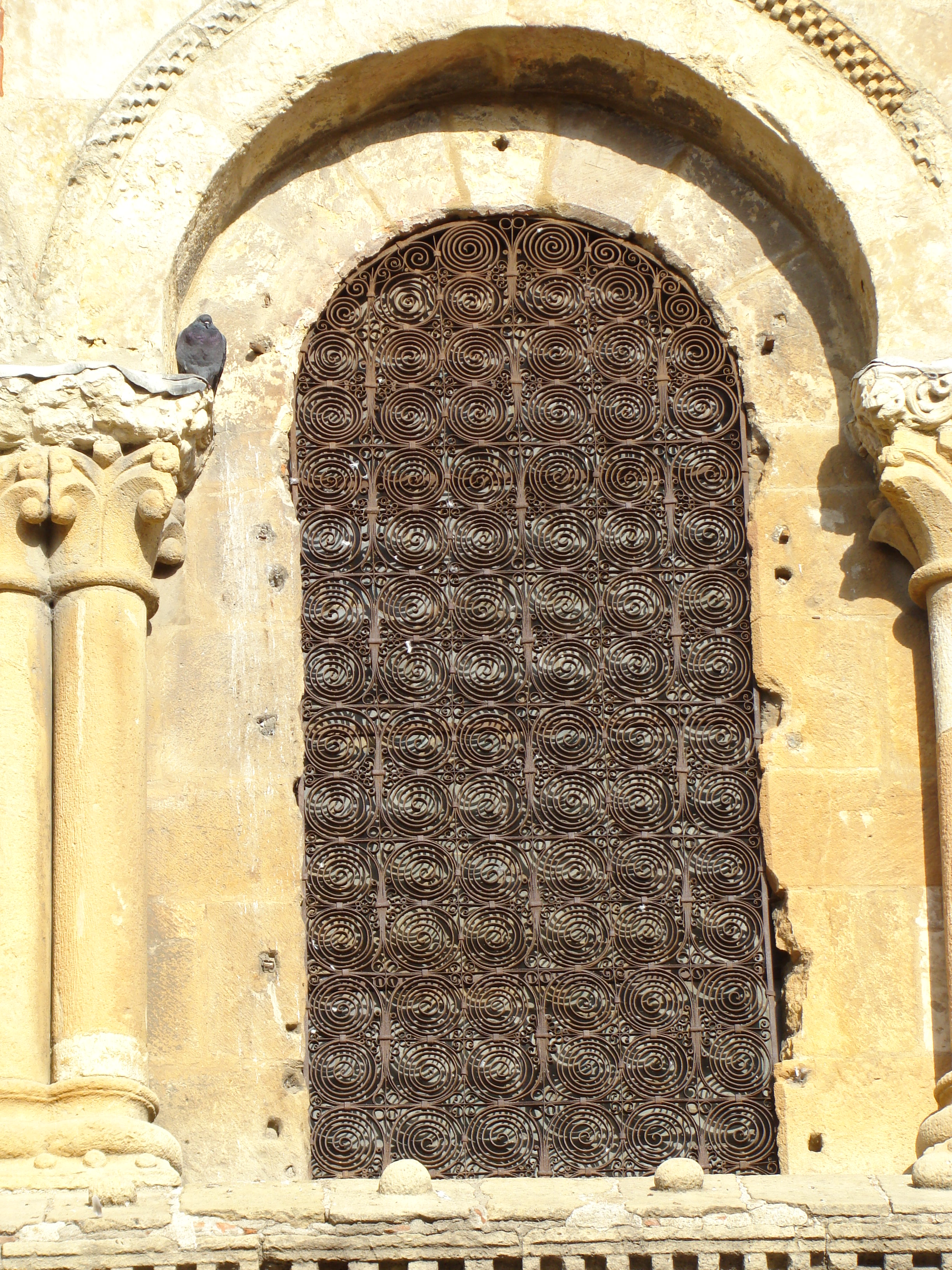
El ventanal central está cerrado por una reja románica
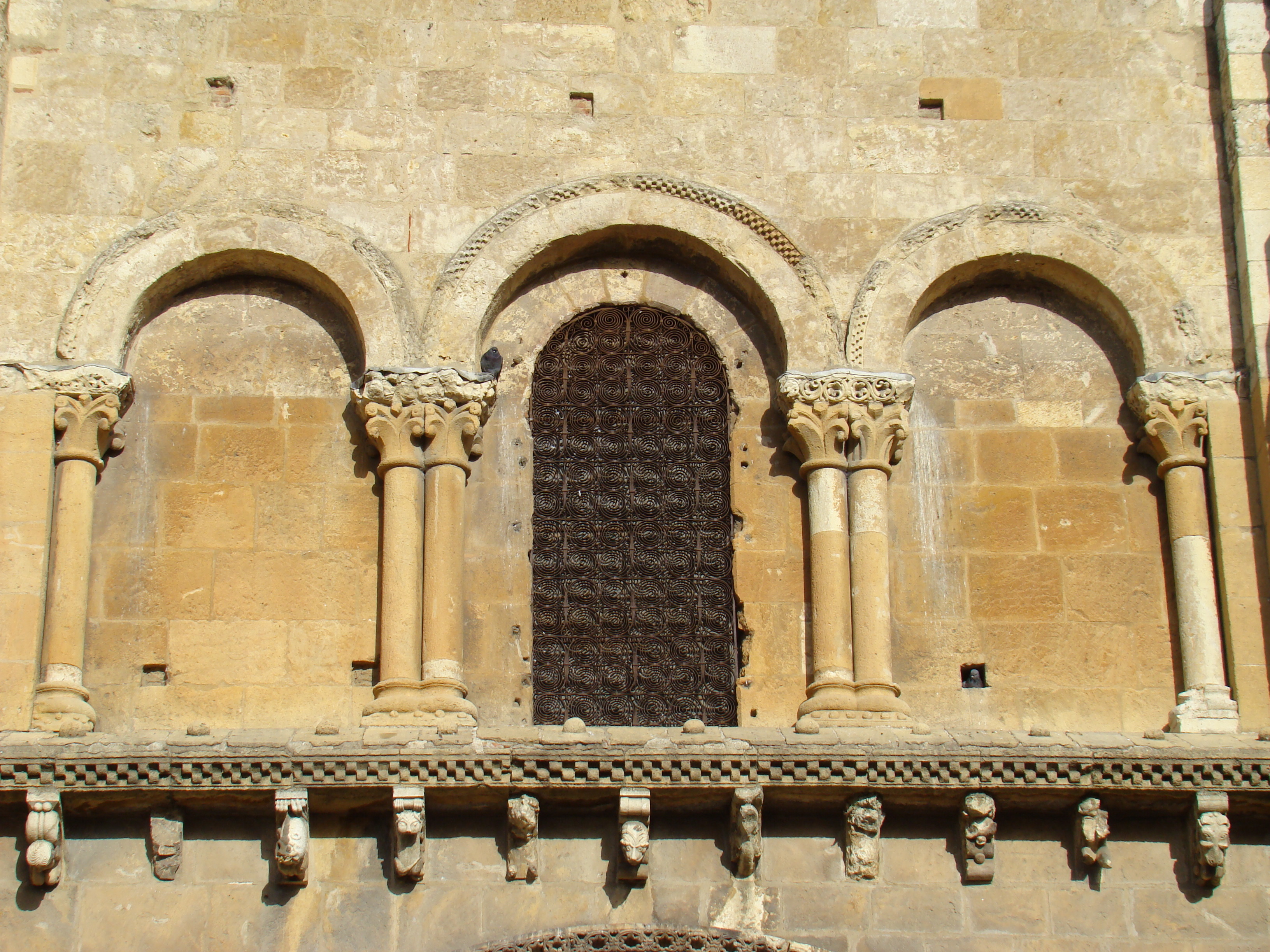
Una cornisa ajedrezada divide esta fachada en dos cuerpos

#### Tímpano del Perdón

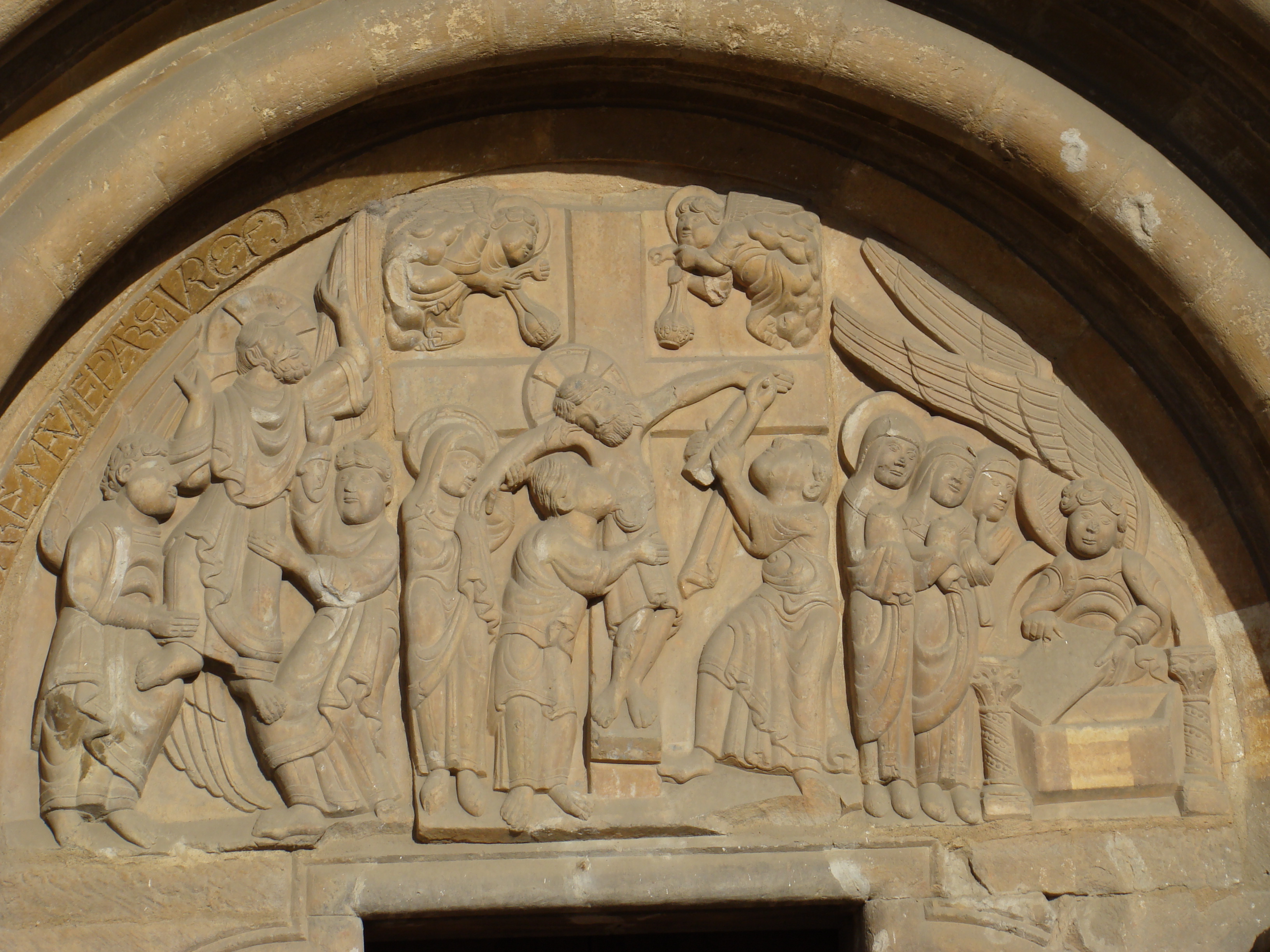
Tímpano de la puerta del Perdón

El tímpano está dividido en tres dovelas que muestran tres relieves diferentes con temas que ya están lejos de toda influencia mozárabe y que artistas anteriores nunca se atrevieron a tratar. Sin embargo en las enjutas sí se muestra una reminiscencia mozárabe, no por el tema sino por la posición que se da a las esculturas de San Pedro y San Pablo; a San Pablo se le concede el lugar de la derecha (izquierda del espectador, derecha de la puerta), el preferente, costumbre muy hispánica que también puede verse en Silos. San Pablo en aquella época era muy venerado en España donde todavía se seguía la liturgia hispánica o mozárabe. (Véase foto de sección anterior).
Las tres escenas son: Ascensión, Descendimiento y Sepulcro vacío que contemplan las tres Marías. Las arquivoltas son de moldura en bocel, muy peraltadas, con columnas acodilladas. Todo está rodeado de una moldura ajedrezada. El dintel se apoya sobre cabezas de león y de perro.
La escena de la izquierda, la Ascensión de Cristo, llama mucho la atención por la forma en que está tratado el tema, ya que parece que Cristo es ayudado o empujado hacia los cielos por los dos ángeles. Por el nimbo de Cristo se ve la inscripción:

Ascendo ad patrem mevm et patrem vestrvm

En el centro se representa la escena del Descendimiento, de gran realismo, acompañada por dos ángeles turiferarios (que portan incensarios) sobre el brazo horizontal de la cruz.

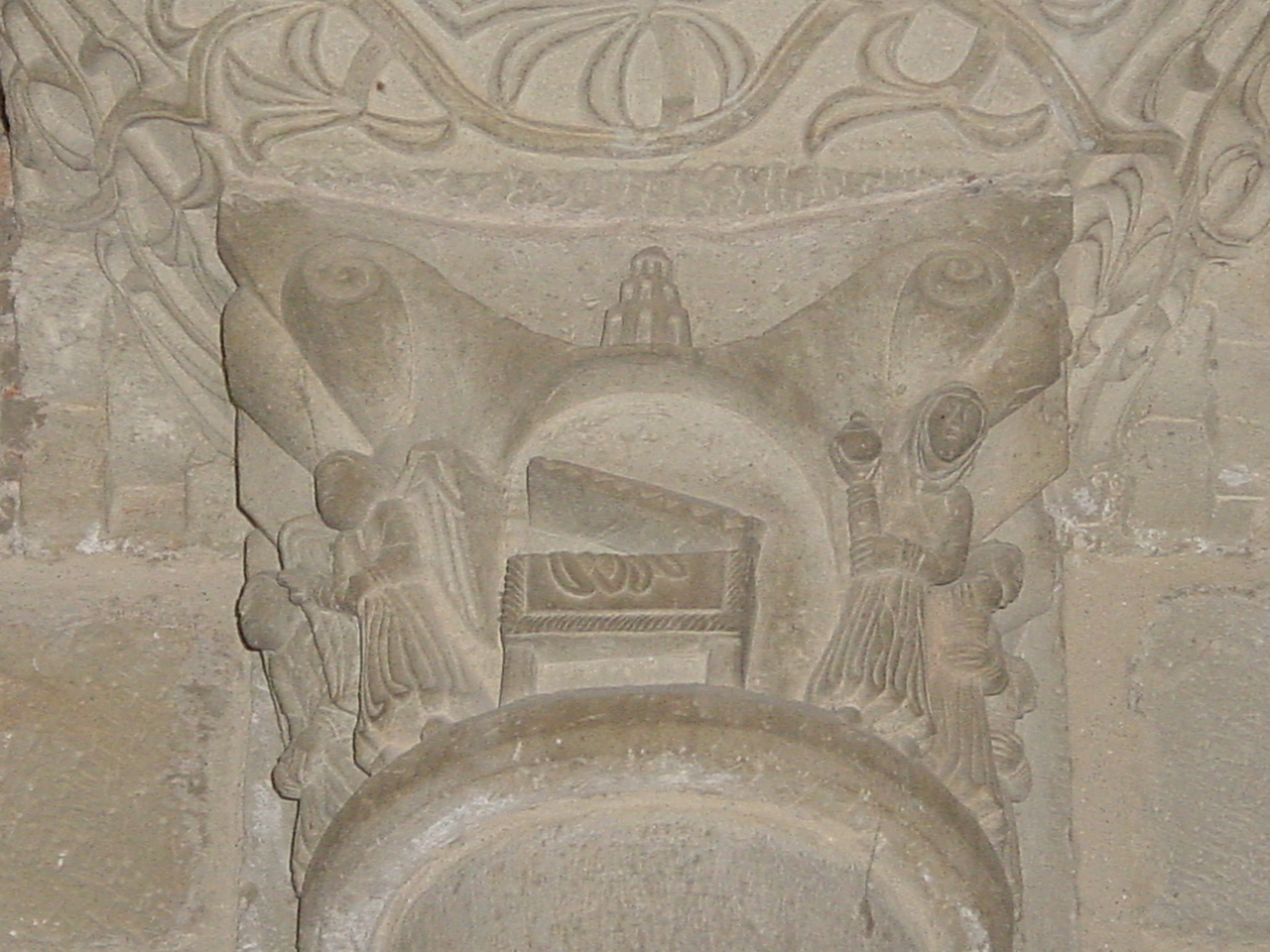
Torres del Río. Capitel con el tema del sepulcro vacío

A la derecha se ven a las tres Marías ante el sepulcro vacío cobijado en un arco románico peraltado. Un ángel desarrolla grandes alas que resguardan todo el conjunto.
Estos temas expresados por el maestro Esteban fueron muy extendidos por los escultores del Camino de Santiago, que a su regreso lo llevaron a Francia en una cronología posterior.

#### Puerta norte o Capitular
Se hizo en la parte septentrional del crucero. En el siglo XII daba paso a la sala capitular en el claustro. Más tarde al convertirse esta sala en capilla de los Quiñones se clausuró por la parte de la iglesia y se dejó la puerta sin uso y solo visible desde dicha capilla. Es semejante a la del Cordero, pero con el tímpano liso, que en otro tiempo estuvo pintado y que en su origen estaría esculpido como las otras dos puertas. Consta de dos arquivoltas de medio punto cuyos arcos tienen moldura de baquetón, que descansan sobre columnas de fuste monolítico. Tanto en la rosca exterior como en la interior lleva ornamentación de ajedrezado al estilo de Jaca y de Frómista.
Son de destacar los capiteles, en especial el que representa a una mujer desnuda, agachada seguida por otra mujer también desnuda que lleva una serpiente en la mano. En el mismo capitel hay otra serpiente mordisqueando a un hombre vestido. Además de llamar la atención por el simbolismo que encierra, se trata de un perfecto trabajo de escultor clasicista y naturalista que puede verse en algunos capiteles de Jaca y de Frómista. Se atribuye el trabajo al escultor Leodegarius, conocido como el maestro de las serpientes.

### Interior del edificio

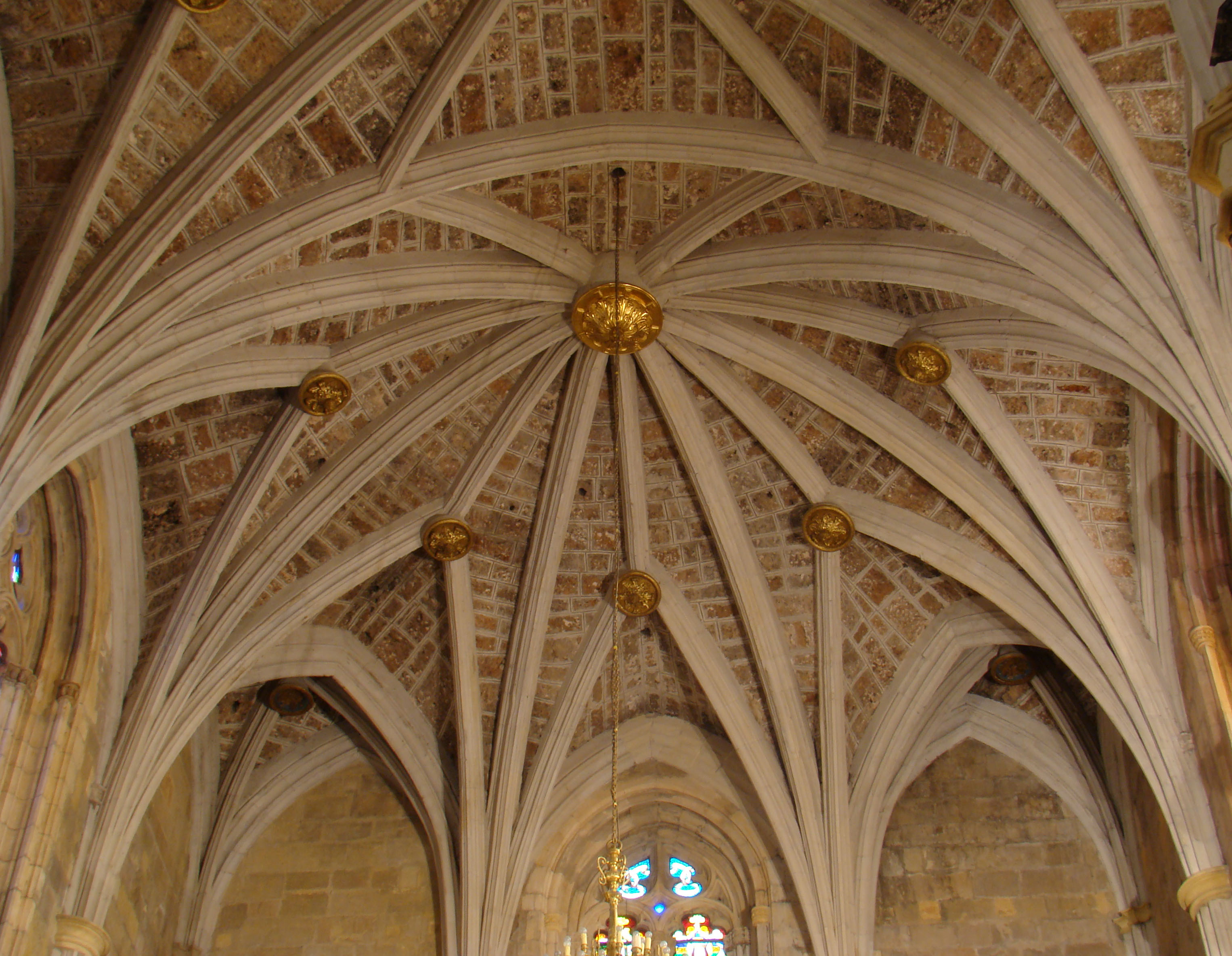
Bóveda de la capilla mayor

El interior sorprende al visitante por su intensa luminosidad debido a la gran cantidad de amplios ventanales de la nave central y del crucero sur. Posee una rica decoración en impostas de ajedrezado, motivo que se ve tanto en paramentos rectos como curvos. También los capiteles son ricos y numerosos.

#### Capilla Mayor
La Capilla Mayor data del siglo XVI, y su arquitectura se atribuye a Juan de Badajoz el Viejo. El padre Juan de Cusanza (alias Juan de León) encargó las obras en el año 1513, sustituyendo la antigua capilla románica de la infanta Urraca por la actual gótica. En 1971 se hizo una labor de limpieza y de restauración del suelo, que se hallaba muy deteriorado. Con ese motivo salieron otra vez a la vista los cimientos de la planta románica que el arquitecto Torbado había descubierto en su labor de excavación, y siguiendo su trazado se hizo un dibujo en el suelo para que se pudiese ver fácilmente. La capilla está cubierta por bóveda de crucería con terceletes.

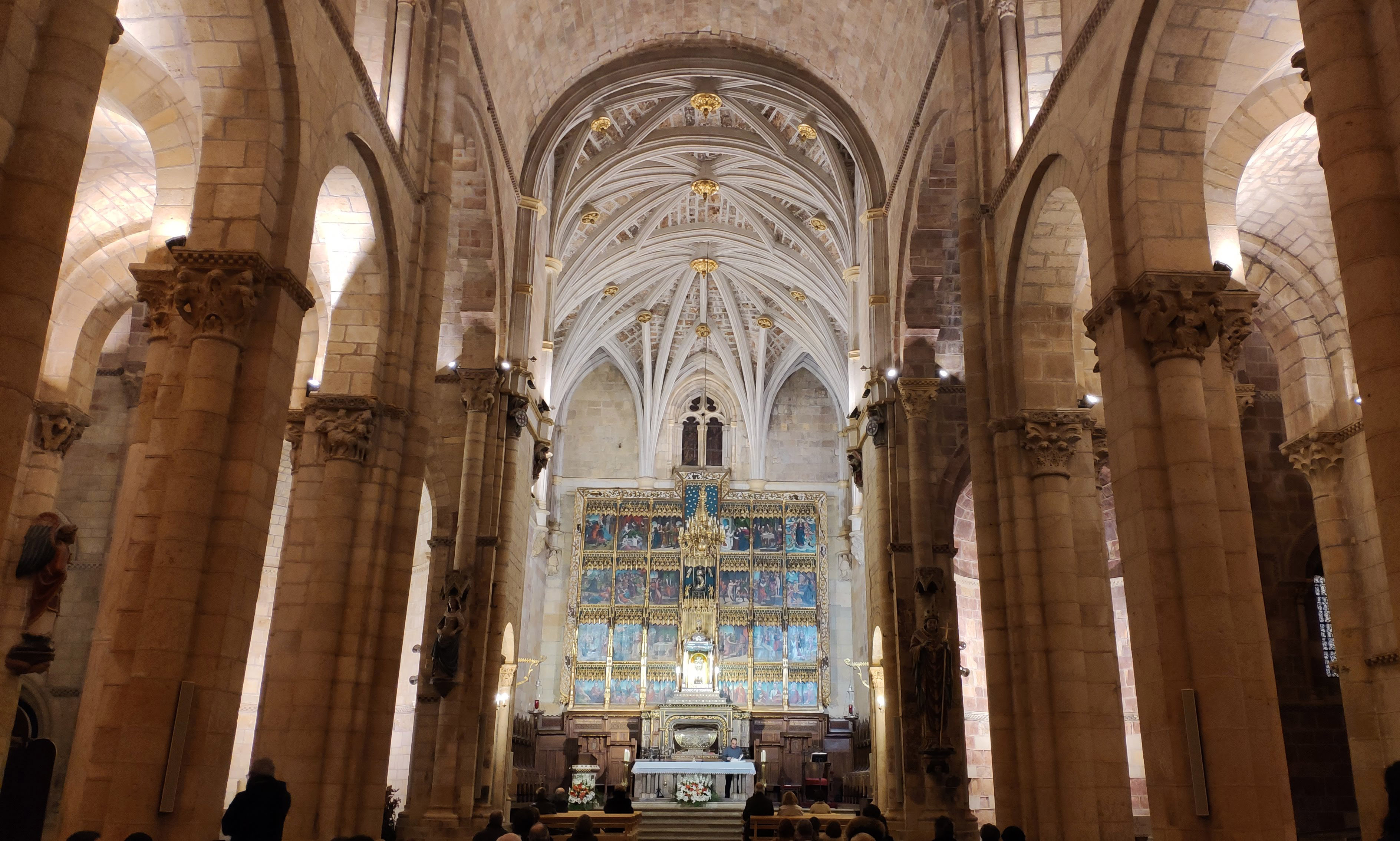
Nave central y retablo mayor

El retablo de factura aún gótica procede de la parroquia de Pozuelo de la Orden (Valladolid) y fue trasladado a San Isidoro en 1920, año en que esta localidad pertenecía al obispado de León. Fue labrado entre 1525 y 1530, contando con la participación en las labores de talla y ensamblado de un maestro llamado Giralte, quizá Giralte de Bruselas, y consta de veinticuatro tablas de pintura, atribuidas por Chandler R. Post a un Maestro de Pozuelo, cabeza de serie de un amplio número de obras cuyo centro geográfico se sitúa en la ciudad zamorana de Toro. La documentación hallada posteriormente ha permitido precisar que los trabajos de pintura se repartieron entre Lorenzo de Ávila, seguidor de Juan de Borgoña y afincado en Toro, a quien se podría identificar con el Maestro de Pozuelo creado por Post, y dos pintores vecinos de Valladolid: Antonio Vázquez, también seguidor de Borgoña, y Andrés de Melgar, oficial de Alonso Berruguete, a quien por tal motivo se atribuyen algunas de las tablas más avanzadas estilísticamente.
La custodia es de plata, del artista M. García Crespo, y guarda la hostia consagrada expuesta día y noche por privilegio papal muy antiguo, que comparte con la catedral de Lugo. Bajo la custodia y en lugar preferente se halla la urna neoclásica que conserva los restos de San Isidoro, obra que el platero leonés Antonio Rebollo realizó en 1847.

#### Capilla de la Trinidad o de Santo Martino

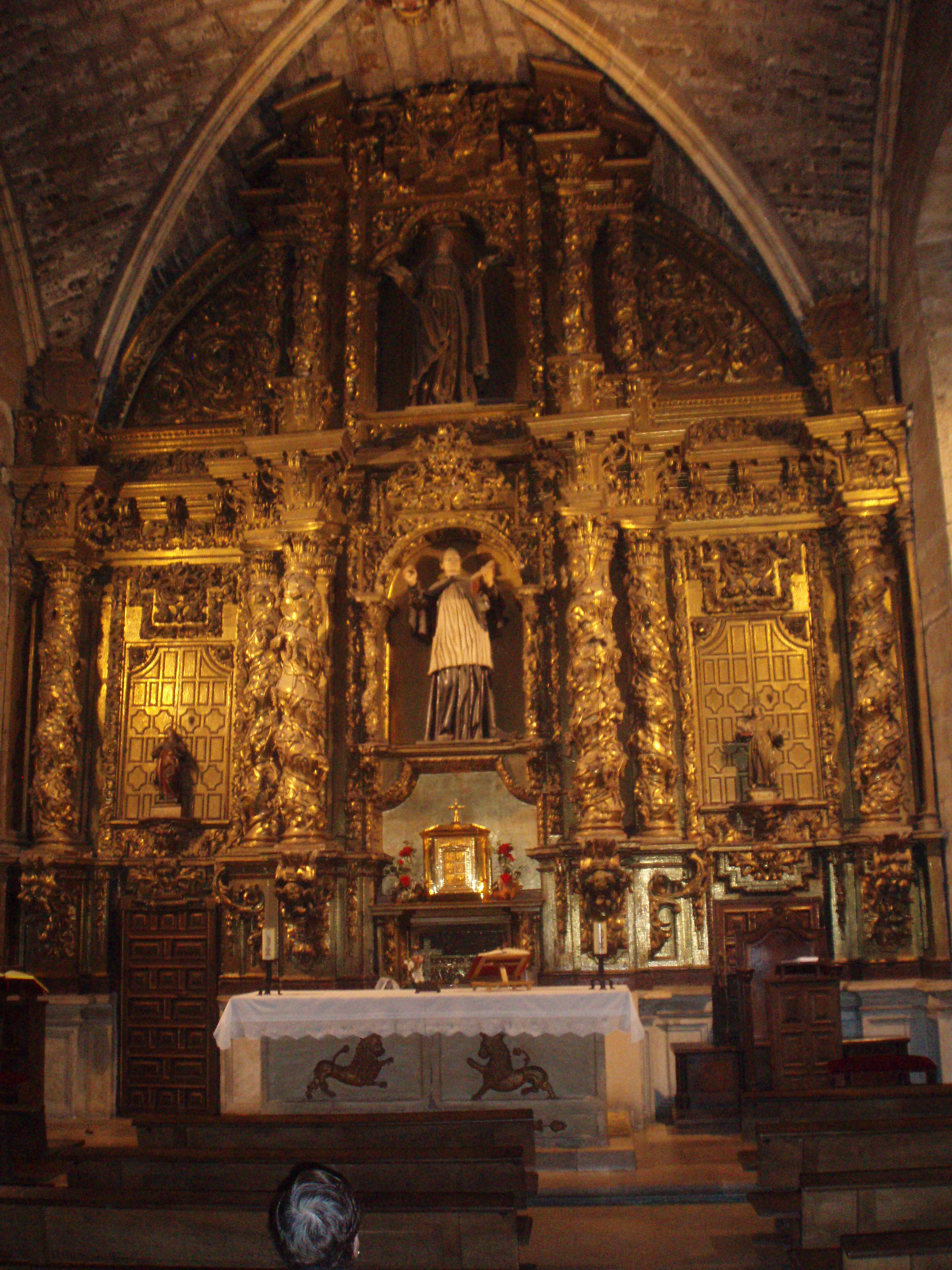
Retablo de la capilla del Santo Martino

El canónigo isidoriano Santo Martino mandó construir hacia 1191 detrás del ábside norte una capilla destinada a guardar el depósito de reliquias acumuladas a lo largo de sus viajes y que sirviera también como cementerio común de los canónigos. La capilla era pequeña, de planta rectangular y cabecera semicircular, y construida con materiales muy pobres con aparejo de ladrillo. Se llamó capilla de la Santísima Trinidad. Se hizo una portada de medio punto en el muro norte.
En el siglo XVI se transformó esta capilla en estilo hispano-flamenco, pasando a llamarse capilla de Santo Martino. El retablo es del siglo XVII, del tracista y ensamblador Pedro Margotedo, y lleva la imagen del titular. Allí se encuentra la urna con los restos del santo.

#### Coro
El coro alto a los pies es de la primera mitad del siglo XV —estilo gótico—, de tiempos del abad Simón Álvarez, cuyo escudo de armas está en una de las claves.

## Otras dependencias

### Panteón real

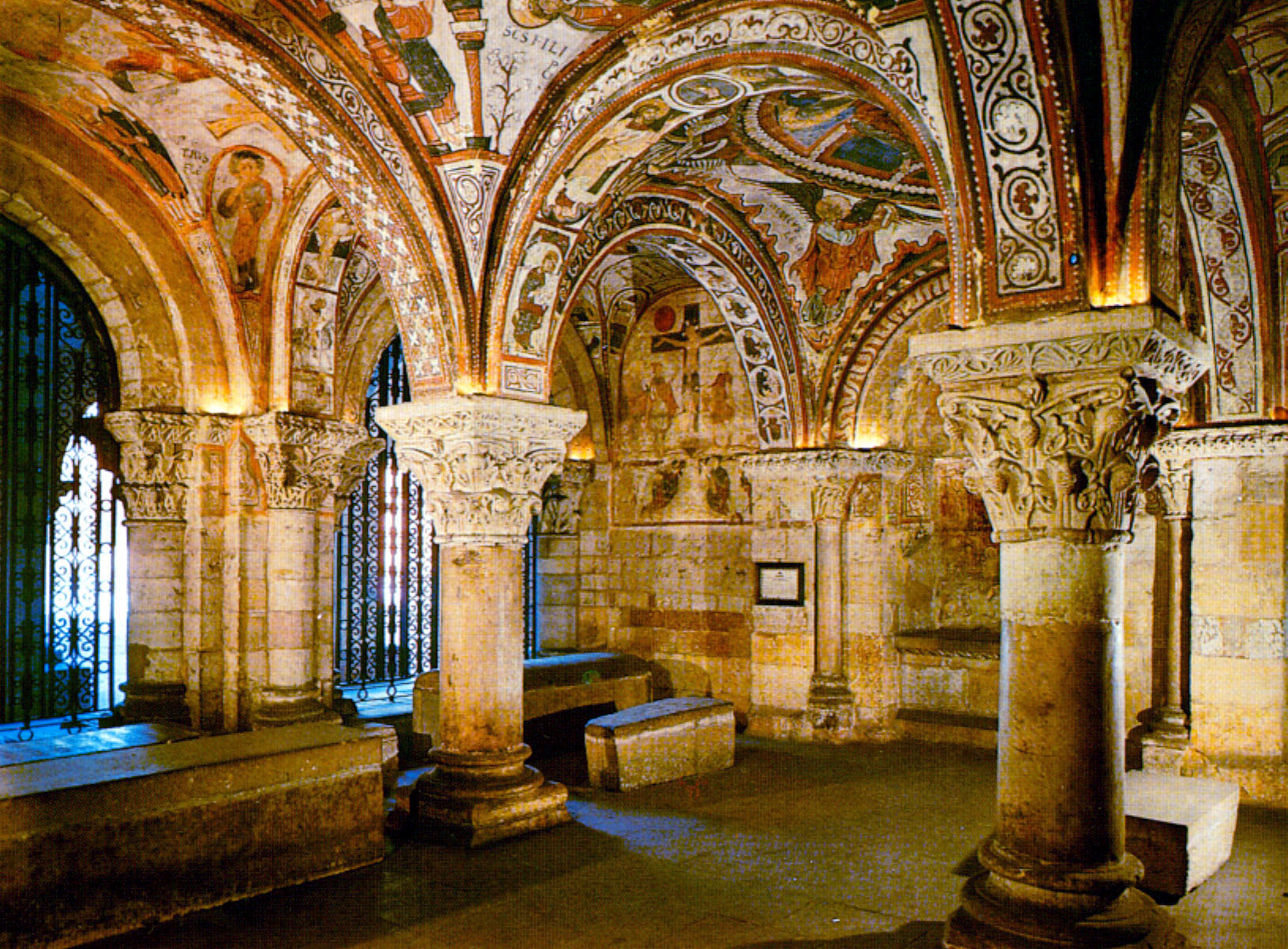
Panteón Real. El tema pictórico corresponde a la segunda mitad del

El origen data de los tiempos del rey Alfonso V el Noble que tras el paso de Almanzor hizo levantar de nuevo la iglesia con pobres materiales y la dotó de dos cementerios, uno en la cabecera y otro en los pies (in occidentali parte), como un atrio sin cubrir, dedicándolo a enterramiento regio; allí depositó los cuerpos de sus padres Bermudo II y Elvira. Fernando I y Sancha reconstruyeron también este panteón, siendo ellos mismos enterrados en él. Así consta en la lápida de consagración y así lo atestigua el cronista de la época conocido con el nombre de Silense que fue además clérigo de San Isidoro. La historiografía moderna atribuye el resultado final (que se contempla en el presente) a la infanta Urraca la Zamorana, hija de Fernando I y Sancha.
Fue un espacio cuadrado delimitado por el muro occidental de la iglesia que tenía una puerta de entrada al templo que fue cegada a comienzos del siglo XII con motivo de las nuevas obras de ampliación. Se abrió en compensación otra puerta en el ángulo sur oriental. Este espacio estuvo cerrado por el sur con un muro medianero con los palacios reales. La cámara tiene poca altura lo que le da un falso aspecto de cripta sin serlo. Cuando se cerró la primitiva puerta de acceso al templo quedó una zona que se convirtió en altar dedicado a Santa Catalina de Alejandría y toda la estancia tomó el nombre de capilla de Santa Catalina. En la documentación de la época puede verse este nombre, alternando con Capilla de los Reyes.
Es un cuadrilátero dividido en seis tramos mediante columnas centrales. La estructura es abovedada y está recubierta de pinturas. El tema pictórico corresponde a la segunda mitad del siglo XII; sobre fondo blanco se recorta en trazos negros toda la temática y se rellenan los fondos con ocres, amarillos, rojos y grisáceos.
Son muy importantes los capiteles. Los hay con tema vegetal de tradición hispánica mientras que los historiados de tema simbólico parecen de influencia foránea. Son significativos los temas bíblicos pues fueron una primicia del románico.

### Tribuna
Según la tradición, la tribuna real era un palco para uso exclusivo de la reina Sancha, esposa del rey Fernando. En el siglo XII fue reformada, convirtiéndose en dependencia del palacio de la infanta Sancha Raimúndez, y más tarde, a finales de ese mismo siglo, el canónigo isidoriano Santo Martino la convirtió en capilla de Santa Cruz, y allí tuvo su propio escritorio de trabajo. En el siglo XVI pasó a ser sala capitular, y desde 1962 alberga el museo de orfebrería, siendo también conocida como Cámara de doña Sancha.
El espacio está situado sobre el Panteón más el pórtico occidental, compartiendo sus muros y comunicado con ellos por una escalera de caracol. Consta de dos cuerpos rectangulares cubiertos por bóveda de cañón. En el muro oriental (que es el occidental de la iglesia) hay una portada de arco de medio punto doblado y ligeramente peraltado, que se apea sobre parejas de columnas con capiteles historiados. Su vano está cerrado, y en su lugar se erigió un altar. En el siglo XVI fue convertida esta estancia en sala capitular, cuando en la sala capitular antigua se estableció la capilla de la familia Quiñones. Las pinturas murales que todavía quedan son de esta época. Desde 1982 es sede del museo o Tesoro Capitular, con piezas románicas muy valiosas.

### Museo

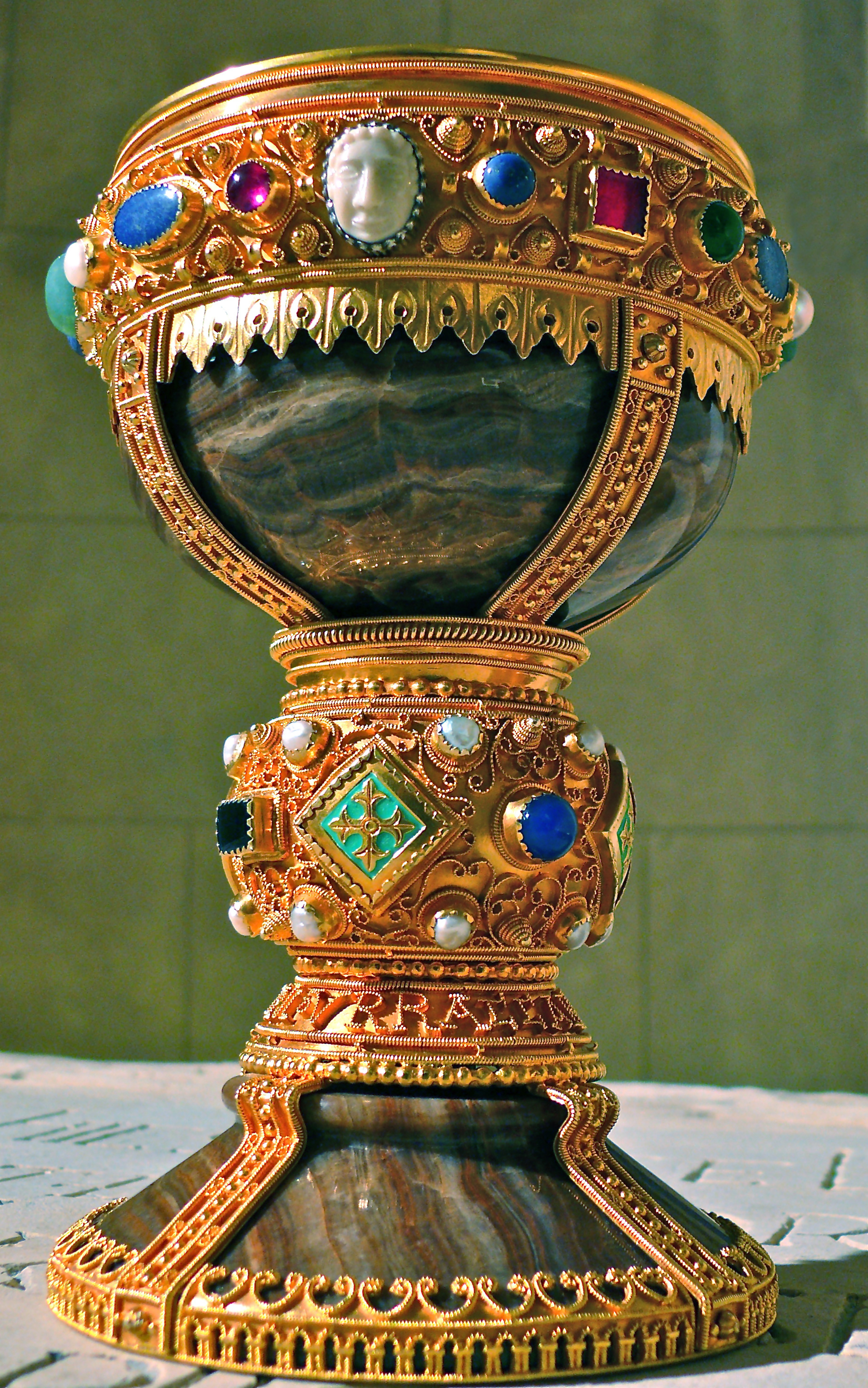
Cáliz de doña Urraca. Basílica de San Isidoro de León

El museo llamado también tesoro está situado en la tribuna descrita anteriormente. También se exhiben objetos en las distintas capillas del claustro procesional. Algunos de estos tesoros fueron encargos de los reyes Fernando y Sancha para engrandecer la iglesia que ellos habían mandado construir. La dotaron de un importante ajuar litúrgico, aunque muchas de estas obras de arte se perdieron en los avatares sufridos a través de los siglos y otras se encuentra custodiadas en museos ajenos a la Colegiata. Algunas de estas piezas son:
- Arqueta de San Isidoro. Forrada con chapas de plata y realizada hacia 1065. Durante 900 años guardó el cuerpo del santo. Fue muy deteriorada en 1808.
- Arca de los marfiles. Allí se guardaron los restos de Pelayo y de San Juan Bautista. Datada del año 1059. En madera, con 25 marfiles incrustados.
- Portapaz de marfil.
- Marfil escandinavo. Representa un dragón replegado sobre sí mismo. Obra del siglo X.
- Cáliz de doña Urraca de 1100.
- Arca de los esmaltes con representación de la crucifixión y pantocrátor.
- Colección de telas: Dos estolas del siglo XII, 1197 y 1198, tejidas por Leonor de Plantagenet. Fragmentos de telas persas y árabes. Ternos renacentistas.
- Lignum Crucis, ostensorios y relicarios.
- Cruz de altar de Enrique de Arfe.
- Tríptico renacentista con la representación de la Anunciación, Visitación, Adoración de los Reyes y Calvario. En los batientes está el tema de las Once Mil Vírgenes, y el de la aparición de la Virgen a San Bernardo. Obra atribuida a Rodríguez Solís.
- Pendón de Baeza, del siglo XIV.[53] Es una de las piezas más importantes del museo. La tradición cuenta que fue bordado en el propio campo del sitio de la batalla de Baeza (aunque tal batalla no existió, pues la plaza se rindió por capitulación pactada).[53] Representa a San Isidoro a caballo con espada y cruz, como se apareció en el campo de batalla. Tema relacionado con las representaciones de esta época de Santiago y San Millán. Fondo carmesí, con las armas de León y Castilla. Tiene honores de capitán general.

### Galería

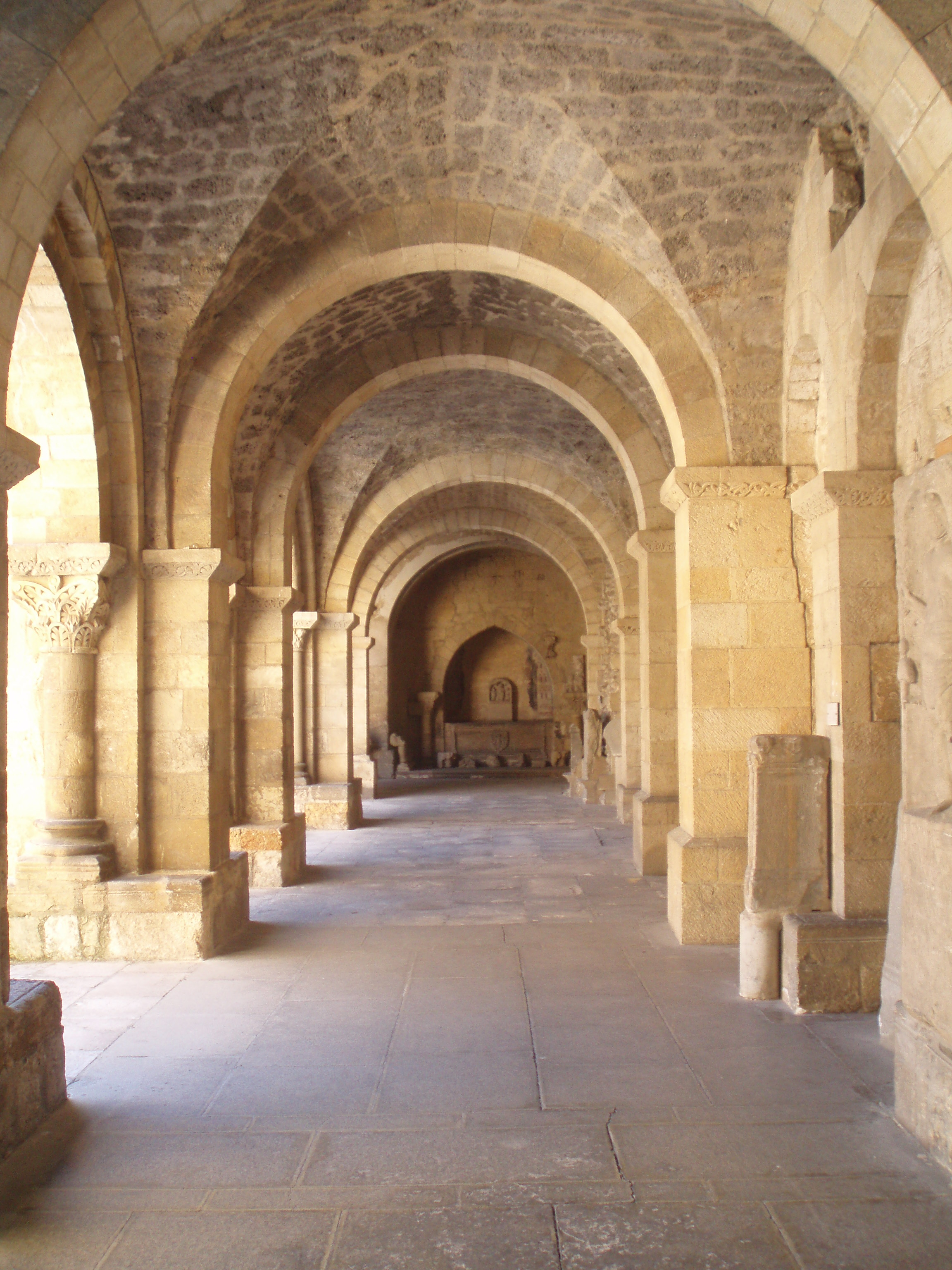
Galería románica

También se conoce este espacio como atrio o porche. Esta galería corresponde a la época de Fernando y Sancha, siglo XI, y fue añadida por el norte y por occidente del Panteón, de manera que el ala occidental quedó empotrada entre el espacio del Panteón y la muralla, mientras que el ala norte se extendió a lo largo del Panteón por su muro norte y siguió hasta el primer tramo de la iglesia, formando así un ángulo. En el siglo XII se amplió hasta encontrarse con el saliente del crucero.
Los antecedentes de una galería semejante se encuentran en Valdediós y Escalada (finales del siglo IX y primeros del X). Se puede considerar este espacio como el primer ejemplo románico de cuantas galerías de este tipo fueron construidas después, sobre todo en tierras sorianas y segovianas aun cuando existen dos diferencias importantes entre la galería en ele (L) de San Isidoro de León y las que fueron construidas después a lo largo de la geografía románica, en que se puede apreciar que en la mayoría de los casos se dispusieron en el muro sur de la iglesia y no se cubrieron con bóvedas, sino con techumbre de madera.
Cuando en el primer cuarto del siglo XVI el abad Fonseca mandó construir el claustro de ladrillo (el llamado claustro de Fonseca o claustro procesional o claustro principal), esta galería fue tabicada y ocultada por su parte norte con un muro de ladrillo bastante grueso en el que se abrieron unos vanos a la altura de lo que podría ser un segundo piso. Este muro se elevaba de manera que tapaba también la fachada norte de la iglesia, con sus modillones correspondientes.
Hacia los años 20 del siglo XX la galería fue descubierta por el arquitecto Torbado y en 1960 el arquitecto Luis Menéndez-Pidal la recuperó. Al mismo tiempo, la parte occidental de la galería fue también tabicada dando paso a un espacio llamado Capilla de los Arcos. En el siglo XXI este espacio se conoce como Panteón de Infantes, y a él fueron trasladados algunos enterramientos de infantes reales y miembros de la nobleza leonesa.
En las obras de restauración de los años 60 del siglo XX se derribó el muro de ladrillo quedando al descubierto bastantes elementos románicos, entre otros la cornisa de canecillos figurando cabezas de lobos, fustes varios y capiteles. Hubo elementos encontrados formando parte del relleno del muro. En el Museo Arqueológico de León se habían guardado en algún momento seis capiteles que fueron devueltos para colocarlos en su sitio original. Otros capiteles se labraron de nueva factura, imitando a los románicos y se señalaron con una R. Otra restauración importante fue la bóveda que se rehízo con piedra de toba, como había sido hecha la original.

### Archivo - Biblioteca

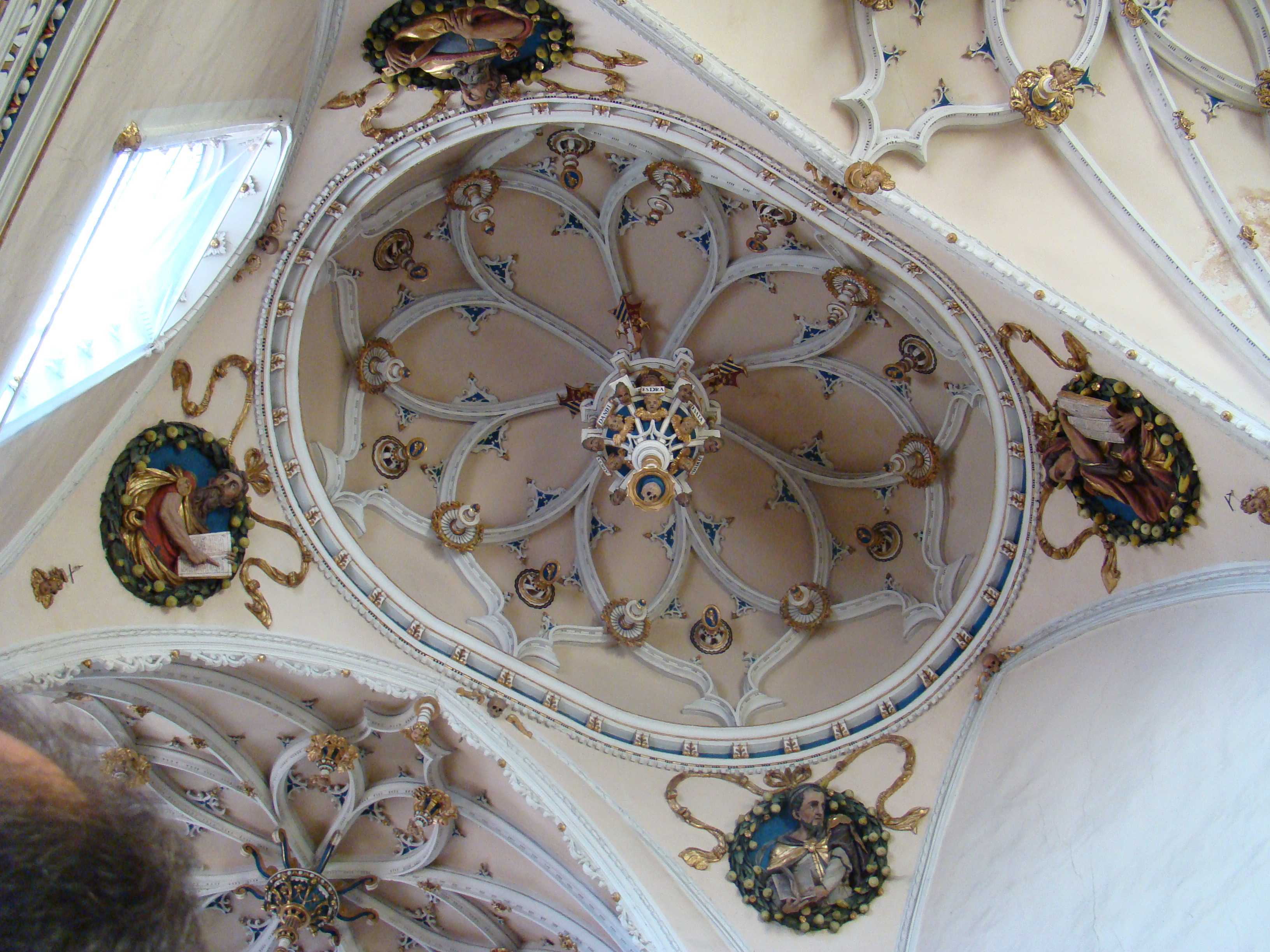
La cúpula central es ovalada y en sus pechinas hay cuatro medallones con las figuras de los evangelistas

Es un edificio independiente construido a finales del siglo XVI por Juan de Badajoz el Mozo, que consta de dos plantas, ubicadas sobre el techo del recinto que ocupa el vestíbulo de entrada. Se puede acceder a este espacio desde la escalera de caracol, construida a un costado del Panteón o desde el claustro alto. La planta primera es rectangular, dividida en tres tramos, con bóvedas estrelladas y con altorrelieves y ventanales renacentistas. La cúpula central es ovalada y en sus pechinas hay cuatro medallones con las figuras de los evangelistas. Por debajo del arranque de la bóveda se ve una imposta donde se escribió con letras doradas una serie de elogios destinados a San Isidoro.

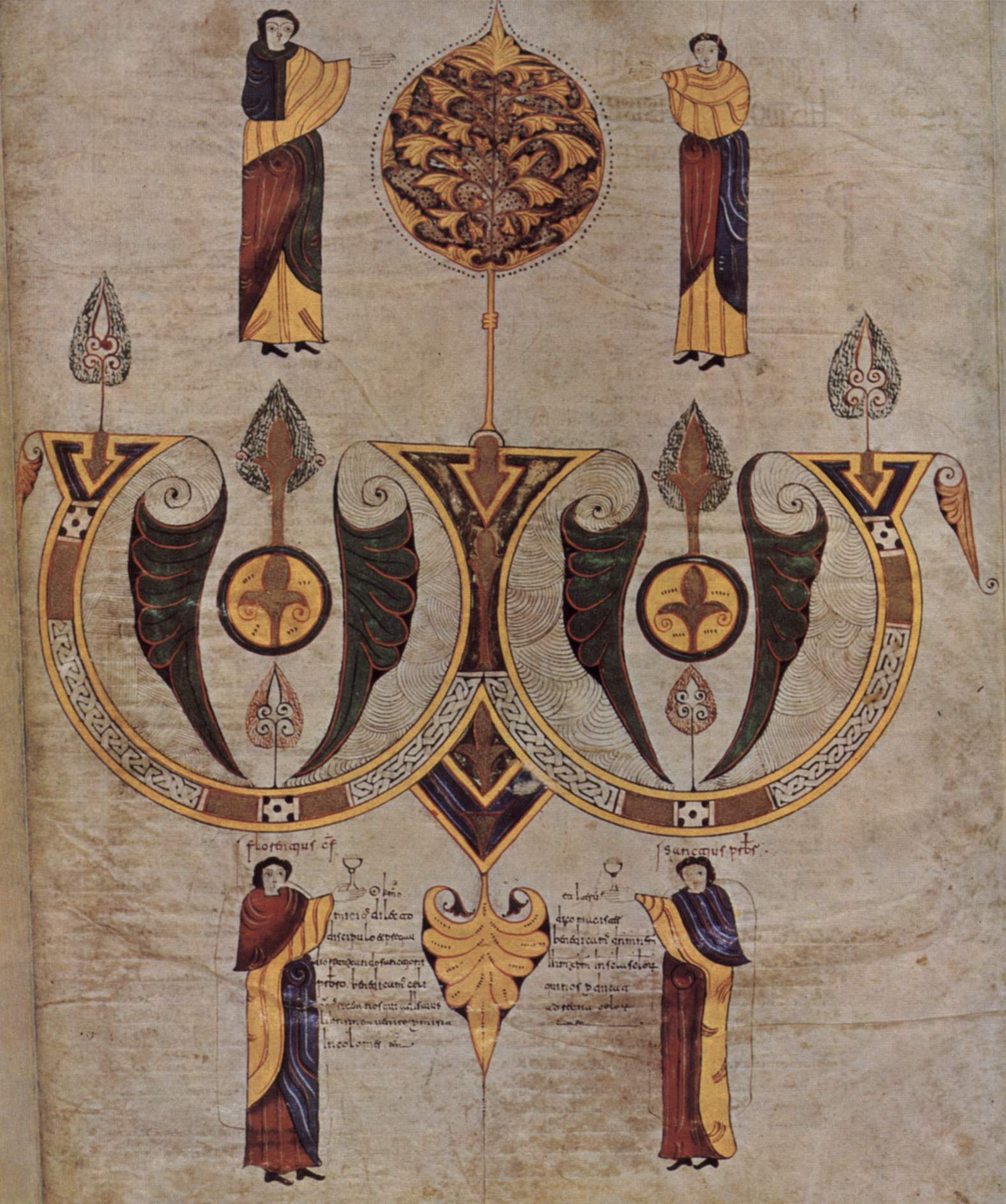
Biblia del año 960, mozárabe, del presbítero Sancho miniaturas de Florencio, escrita en el Monasterio de Valeránica

El archivo contiene volúmenes entre los que puede destacarse 300 incunables, libros raros, 800 documentos en pergamino, 150 códices y tesoros de documentos hispánicos. Entre todas estas obras pueden destacarse algunas de las más curiosas o importantes:
- Biblia del siglo X (del 960) mozárabe, del presbítero Sancho con miniaturas de Florencio, escrita en el Monasterio de Valeránica —o Berlangas y Baralangas— (Burgos).
- Códice Morales de Job (n.º 1 de su Catálogo), escrito por el monje Baltario en 951.
- Tres tomos de una Biblia románica del siglo XII.
- Dos tomos de la obra del Santo Martino, siglo XII donde se recogen los tratados para la edificación moral de los canónigos. Son ediciones con ornamentación muy rica cuyas miniaturas se distinguen por los colores y perfección del dibujo.
- Chronicon Mundi, del Tudense, siglo XV.

La segunda planta está dedicada a taller de restauración bibliográfica y laboratorio fotográfico, además de tener la vivienda para el archivero y el secretario.

#### Restauración de 1960
La sala se encontraba bastante ruinosa después del paso de las tropas de Napoleón más los destrozos a raíz de la Desamortización. Se habían perdido las estanterías y los remates que eran estatuillas de alabastro con cartelas donde estaba escrita la letanía isidoriana: «Doctor de las Españas, Espejo de la iglesia, Estrella esplendente, Doctor fiel, Legislador de los hispanos, Padre de los clérigos, Lirio de la Iglesia, Esplendor de los sacerdotes, Lucero rutilante, Fulgor de la justicia.» Estas figuras perdidas fueron sustituidas por tallas de madera de nogal, añadiendo la letanía. Se hicieron estanterías de acero forradas de nogal y con rejillas doradas. Se puso suelo nuevo de mármol rojo, vigas nuevas, restauración de ventanales y vidrieras y se doró la imposta que recorre los muros. Se separó el vestíbulo de entrada con una verja del rejero toledano Julio Pascual. En el exterior se restauró la balaustrada gótica de piedra que rodea el edificio añadiendo elementos para el desagüe.

### Claustro

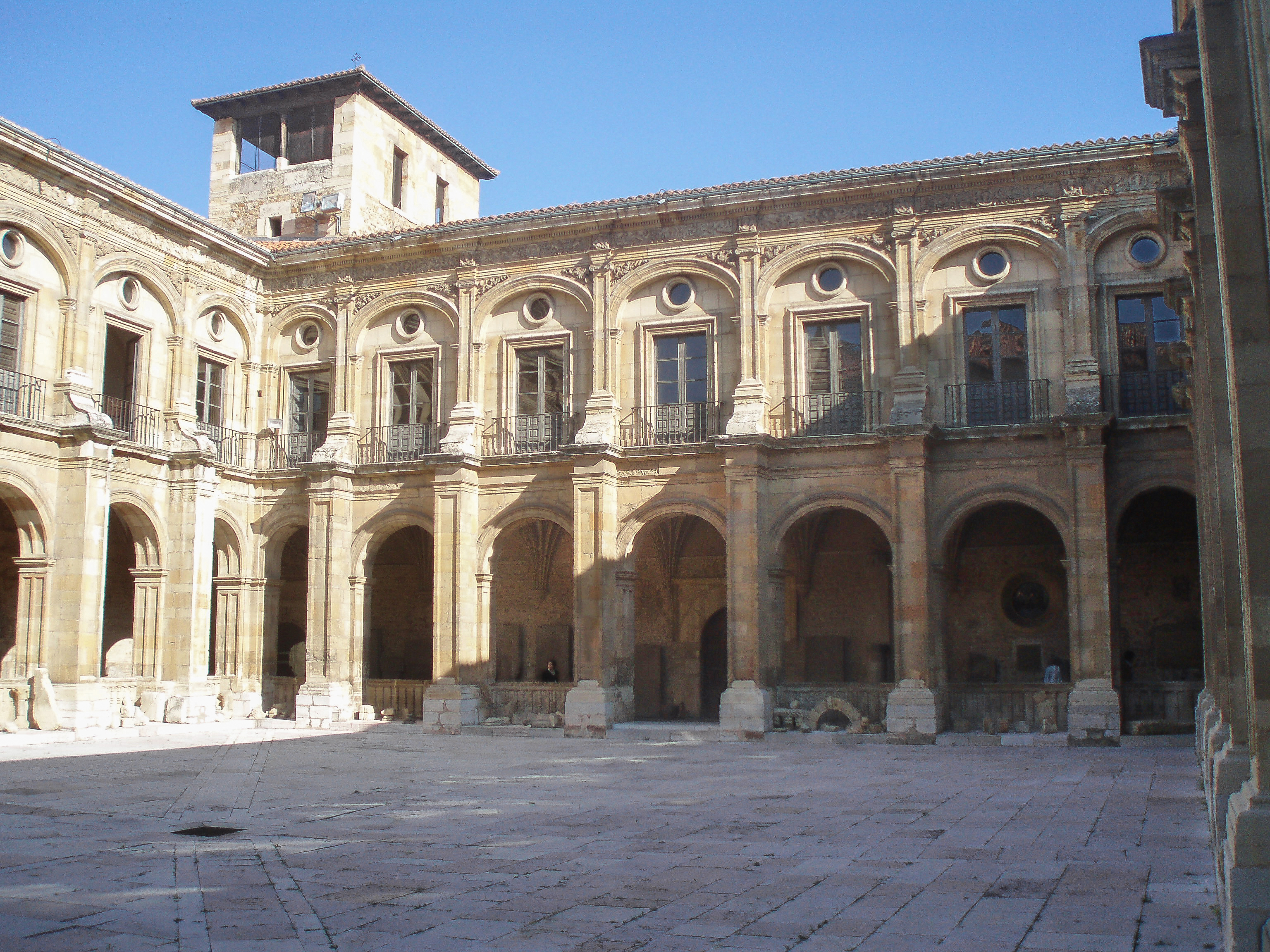
Vista de un ángulo del claustro

El claustro principal se construyó en el siglo XI aprovechando el pórtico o galería del Panteón alargándola hasta dar con el crucero. Fue el claustro románico más antiguo conocido en España del que solo se conserva la parte descrita de la galería. El resto del patio son crujías con bóvedas de nervios del siglo XVI mandado hacer por el abad Fonseca. En aquella reforma quedó cegada la galería con un muro de ladrillo que fue demolido a mediados del siglo XX en las reformas llevadas a cabo por el arquitecto Luis Menéndez Pidal. Fue entonces cuando quedó la galería románica al descubierto, con sus canecillos, arcos y capiteles.
A partir del siglo XVI las distintas capillas del claustro se dedicaron a capillas mortuorias de las familias que tomaban el patronazgo. Después ocurrieron muchos avatares e incluso hubo destrucción pero con la restauración y restablecimiento de los últimos tiempos esas estancias han vuelto a tomar relevancia y han recuperado el título con el que se las conocía. Muchas de ellas albergan parte del museo de la Basílica y otras están dedicadas a otros servicios intelectuales como el antiguo refectorio que es hoy sede de la Cátedra de San Isidoro.
La segunda planta es obra barroca realizada por los arquitectos Compostizo, Pablo de Valladolid y Santiago Velasco.
Existe un segundo claustro, barroco de 1735, mandado construir por el abad Manuel Rubio Salinas.

### Torre

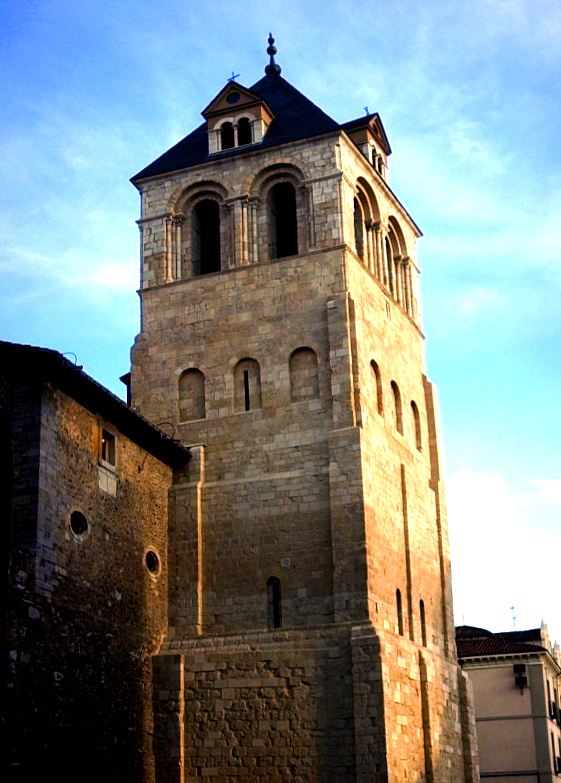
Torre románica

La llamada Torre del Gallo, situada a los pies de la iglesia, es obra del siglo XII. Es de planta cuadrada y eje oblicuo respecto al eje de la iglesia; forma parte de la muralla romana de manera que el primer cuerpo rodea un cubo de la misma. En época de Fernando I los dos primeros cuerpos tuvieron misión defensiva. En el segundo cuerpo hay una estancia con bóveda de cañón y un arco fajón que se apoya sobre columnas. Se accede a este cuerpo por la ronda de la muralla. Tiene claridad gracias a unos pequeños vanos en aspillera.
El tercer piso se eleva a partir de una imposta biselada. Tiene una sala abovedada con tres ventanas en cada cara de las cuales solo está abierta la del medio. El cuarto cuerpo es el de campanas, con dos vanos en cada cara, de triple arco de medio punto sobre dos parejas de columnas. Una de las campanas antiguas con fecha de 1086 se conserva en el museo. Se corona la torre con chapitel de pizarra moderno y una veleta que es el gallo famoso, símbolo de la ciudad de León. Es pieza muy antigua que fue estudiada hace poco por profesionales arqueólogos, palinólogos, entomólogos y paleógrafos.
La torre tuvo que ser restaurada en la segunda mitad del siglo XX bajo la dirección del arquitecto Menéndez Pidal y reparada y consolidada con nuevas técnicas a principios del siglo XXI. El segundo piso se dedicó a cámara del Tesoro.

#### El gallo-veleta

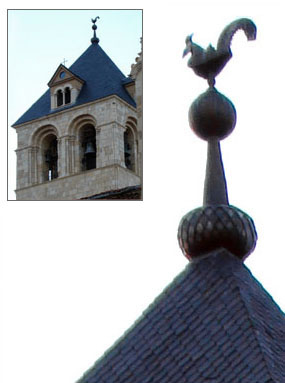
El gallo-veleta de la torre

El gallo-veleta de la torre de San Isidoro fue durante siglos el símbolo más preciado de la ciudad de León. Hizo siempre las funciones de veleta sin presentar ningún problema. Se le miraba a distancia y no se conocía su historia ni el por qué ni cuándo llegó a la torre. En los primeros años del siglo XXI, al hacer la profunda restauración de la torre se desmontó esta pieza con la intención de llevar a cabo una limpieza, pero al observar lo sorprendente que era el objeto se reservó para poder estudiarlo a fondo. En su lugar se subió una copia que es la que prevalece. Se ha datado como del siglo VI o VII con inscripciones árabes sin descifrar y de procedencia persa-sasánida.

## La colegiata en elsigloXXI
La colegiata se muestra en el siglo XXI en todo su esplendor, tanto físico como espiritual. La iglesia ha recobrado sus funciones como tal y todas las demás dependencias abiertas al público están restauradas y perfectamente cuidadas. Goza además de una notable vida intelectual.
El recinto perteneciente a la basílica es mucho más extenso de lo que el observador puede ver desde la plaza de San Isidoro. Existen una serie de edificaciones, algunas muy antiguas que a raíz de las reformas fueron recuperadas para su utilización. Con este fin se rehabilitó el edificio del siglo XVI que se encuentra fuera del claustro —con ventanas a la calle del Sacramento— para residencia de canónigos que hasta la fecha andaban dispersos por otras dependencias. Se acomodaron las dos plantas del ala este del segundo claustro para residencia de las religiosas Discípulas de Jesús donde además abrieron un colegio de Enseñanza Primaria. Para la Escuela Superior de Arte Sacro se restauraron unas ruinas pertenecientes al antiguo palacio abacial. La Escuela Taller tuvo también su lugar reservado en los bajos del segundo claustro y la huerta contigua.